# Stefano I d'Ungheria
Stefano I d'Ungheria, o santo Stefano d'Ungheria (in ungherese István király, "re Stefano", o Szent István, "santo Stefano"; Strigonio, anni 960/70 – 15 agosto 1038), proclamato santo da papa Gregorio VII nel 1083, fu l'ultimo gran principe degli Ungari tra il 997 e il 1000 o 1001 e il primo re del regno d'Ungheria, di cui fu il fondatore, fino al 1038.
L'anno della sua nascita resta incerto, ma i molti dettagli noti che riguardano la sua vita lasciano intendere che nacque nel 975 o poco dopo a Strigonio. Il suo nome di nascita pagano fu  Vajk, ma la data del suo battesimo resta sconosciuta. Unico figlio di sesso maschile del gran principe Géza e di sua moglie, Sarolta, la quale discendeva da un'importante famiglia di gyula, ovvero un titolo nobiliare, Stefano fu il primo membro della famiglia degli Arpadi a diventare un devoto cristiano, sebbene entrambi i suoi genitori si fossero battezzati. Su iniziativa del padre, nel 995 o poco dopo sposò Gisella di Baviera, discendente della dinastia ottoniana e figlia di Enrico II.
Dopo essere subentrato a suo padre nel 997, Stefano dovette combattere per il trono contro un suo parente, Koppány, che era sostenuto da un gran numero di guerrieri pagani. Dopo averlo sconfitto con l'assistenza di cavalieri stranieri tra cui Vecelino di Wasserburg, Hont, Pázmány e altri nobili locali, fu incoronato come re il 25 dicembre 1000 o il 1º gennaio 1001 con l'approvazione di papa Silvestro II, abolendo così la precedente carica di gran principe. Impegnato dapprima in una serie di guerre contro tribù semi-indipendenti e capitribù tra cui i Magiari Neri e suo zio, Gyula III detto il Giovane, riuscì nell'intento di assicurarsi la sua supremazia sul bacino dei Carpazi e protesse l'indipendenza del suo regno quando essa fu messa a rischio da Corrado II il Salico, imperatore del Sacro Romano Impero. Quest'ultimo fu costretto a ritirarsi dall'Ungheria dopo averla aggredita nel 1030.
Il contributo apportato da Stefano in ambito ecclesiastico fu decisamente notevole, in quanto egli fondò almeno un arcivescovado, sei vescovati e tre monasteri benedettini, circostanza che consentì alla Chiesa cattolica in Ungheria di dotarsi di una propria struttura indipendente dagli arcivescovi del Sacro Romano Impero. Il sovrano incoraggiò la diffusione del cristianesimo infliggendo severe punizioni nei confronti di chi rifiutava di abbracciare la nuova fede. Il suo sistema di amministrazione si basava sul sistema dei comitati, i quali erano organizzati attorno a delle fortezze ed erano amministrati da ufficiali reali (ispán). L'Ungheria godette di un lungo periodo di pace durante il suo regno e divenne una delle tappe predilette per i pellegrini e i mercanti che viaggiavano tra Europa occidentale, Terra santa e Costantinopoli.
Vissuto più a lungo di ogni suo figlio, morì il 15 agosto 1038 e fu sepolto nella sua nuova basilica, costruita ad Albareale e dedicata alla Santa Vergine. Alla sua dipartita seguirono guerre civili durate per decenni. Fu canonizzato da papa Gregorio VII insieme a suo figlio, Emerico, e al vescovo Gerardo di Csanád, nel 1083. Stefano è oggi un santo assai venerato sia in Ungheria sia nei territori limitrofi: in terra magiara, il giorno della sua festività (il 20 agosto) coincide con la data in cui si commemora la fondazione dello Stato nazionale.

## Biografia

### Primi anni (975 circa-997)
La data di nascita di Stefano è incerta, in quanto non testimoniata in documenti coevi. Le cronache ungheresi e polacche scritte secoli dopo indicano tre anni diversi, ovvero il 967, il 969 e il 975. La testimonianza unanime delle sue tre agiografie della fine dell'XI secolo o dell'inizio del XII secolo e di altre fonti ungheresi, le quali affermano che Stefano fosse «ancora in età adolescenziale» nel 997, lasciano intuire che l'affidabilità maggiore va attribuita all'ultimo anno in ordine cronologico indicato (il 975). La Leggenda minore della Vita di Santo Stefano aggiunge come luogo di nascita Strigonio (Esztergom), circostanza la quale implica che vide la luce dopo il 972, in quanto suo padre, Géza, scelse di risiedervi con la corte intorno a quell'anno. Géza promosse la diffusione del cristianesimo tra i suoi sudditi con la forza, ma non smise mai di adorare divinità pagane. Sia la Leggenda maggiore, un'opera incentrata sul figlio Stefano, che il quasi contemporaneo Tietmaro di Merseburgo, autore di una preziosa cronaca medievale, descrivevano Géza come un monarca crudele, lasciando intuire che si comportò alla stregua di un despota per consolidare senza pietà la sua autorità sui nobili ungheresi ribelli.
Le cronache magiare concordano sul fatto che la madre di Stefano fosse Sarolta, figlia di Gyula, un capo ungherese attivo in Transilvania o nella regione più ampia della confluenza dei fiumi Tibisco e Maros. Molti storici, inclusi Pál Engel e Gyula Kristó, hanno sostenuto che suo padre avesse più di qualche aspetto in comune con «Gylas», un uomo battezzato a Costantinopoli intorno al 952 e che, secondo il cronista bizantino Giovanni Scilitze, «rimase fedele al cristianesimo». Tuttavia, questa ricostruzione non è stata unanimemente accettata in ambienti accademici; lo storico György Györffy ha affermato che non si trattasse del padre di Sarolta, ma di suo fratello minore, battezzato proprio nella capitale bizantina. In contrasto con tutte le fonti magiare, la Cronaca polacco-ungherese e quelle polacche successive sostengono che la madre di Stefano fosse stata Adelaide, una sorella non indicata in nessun altro scritto del duca Miecislao I, ma l'affidabilità di quest'informazione viene ritenuta tutt'altro che alta dagli storici moderni.

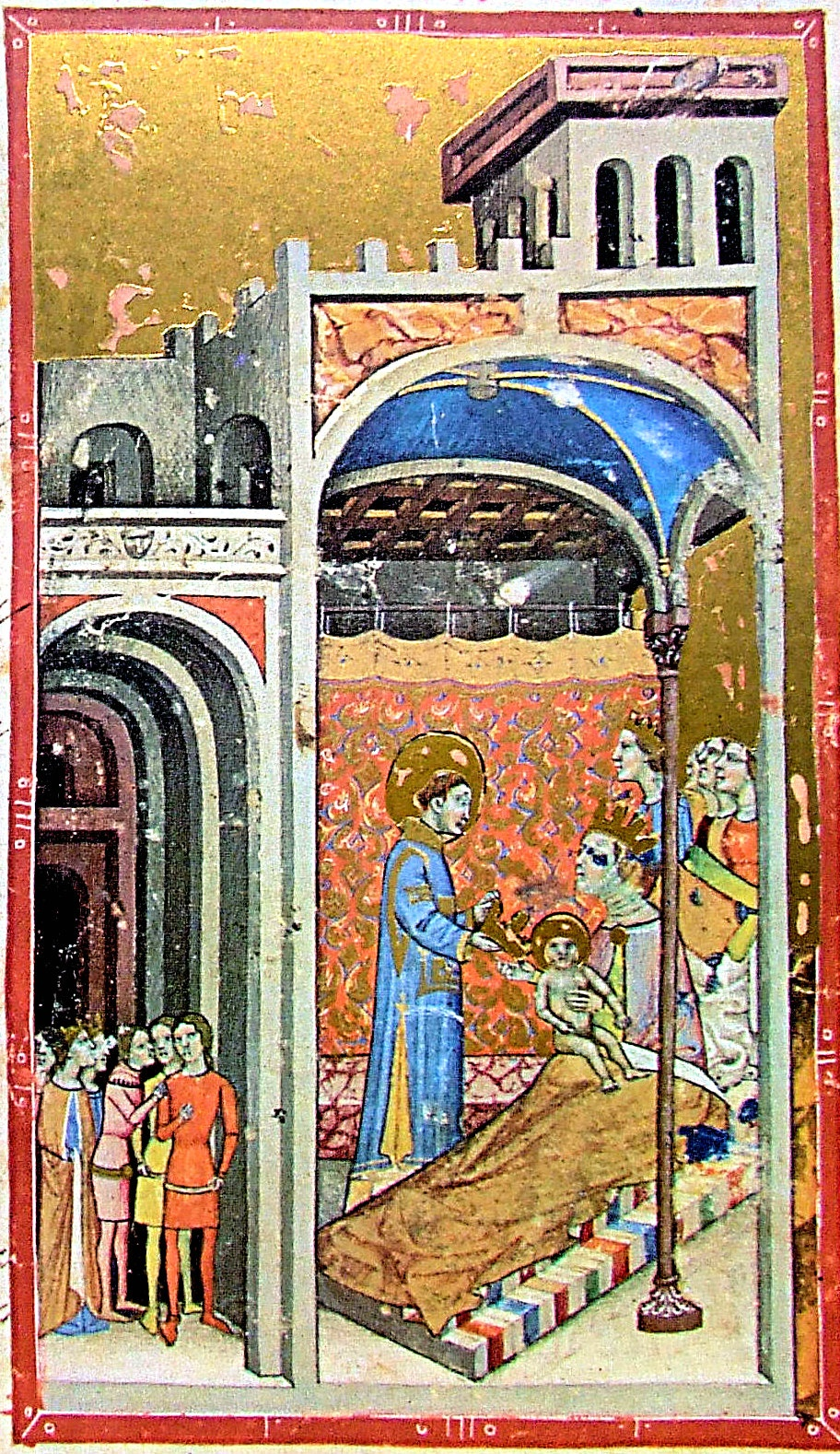
La nascita di Stefano raffigurata nella Chronica Picta

Alla nascita, Géza e Sarolta chiamarono il proprio bambino Vajk, una scelta legata al termine turco baj e il cui significato era "eroe", "maestro", "principe" o "ricco".  Il nuovo nome cristiano, Stefano (in onore del protomartire santo Stefano, patrono della chiesa di Passavia), gli venne imposto al momento del battesimo. Secondo lo storico Gyula László, sostenitore in passato della teoria della «doppia conquista della patria», Stefano sarebbe appartenuto ad un ceppo etnico turco e, di conseguenza, avrebbe utilizzato in vita anche una lingua turca; malgrado l'autorevolezza dell'autore che l'ha ipotizzata, tale ricostruzione non riscuote più grossi consensi ed è considerata superata. La Leggenda estesa di Stefano riferisce che Stefano ricevette il primo sacramento cristiano per mano del santo vescovo Adalberto di Praga, il quale soggiornò più volte alla corte di Géza tra il 983 e il 994. Tuttavia, la pressoché coeva Leggenda di Sant'Adalberto, scritta da Bruno di Querfurt, non dichiara alcunché a proposito di tale evento. In virtù di siffatte premesse, la data del battesimo di Stefano risulta sconosciuta: Györffy ha affermato che fu battezzato subito dopo la nascita, mentre Kristó ha ipotizzato che egli ricevette il battesimo solo poco prima della morte del padre nel 997.
L'agiografia ufficiale di Stefano, scritta dal vescovo Artvico con il placet di papa Innocenzo III, narra che «ricevette una completa istruzione nella conoscenza dell'arte grammaticale» durante la sua infanzia. Ciò implica l'apprendimento da parte sua del latino, anche se un certo scetticismo rimane giustificato poiché pochi sovrani dell'epoca erano in grado di scrivere. Le sue altre due agiografie della fine dell'XI secolo non menzionano alcuno studio grammaticale, affermando soltanto che «ricevette un'educazione consona a un piccolo principe». Kristó asserisce che quest'ultima osservazione si riferisce esclusivamente all'allenamento fisico di Stefano, inclusa la sua partecipazione a battute di caccia e azioni militari. Secondo la Chronica Picta, uno dei suoi tutori era il conte Deodato, giunto dall'Italia e futuro fondatore di un monastero a Tata.
Secondo le leggende di Stefano, il gran principe Géza convocò un'assemblea dei capi e dei guerrieri magiari quando Stefano «raggiunse i primi anni della giovinezza», ossia all'età di 14 o 15 anni. Géza nominò Stefano suo successore e tutti i presenti, forse anche per timore reverenziale, prestarono subito giuramento di fedeltà al giovane principe. Györffy scrive anche, senza identificare la sua fonte, che Géza nominò suo figlio per governare il «ducato di Nyitra» in quel periodo. Gli storici slovacchi, inclusi Ján Steinhübel e Ján Lukačka, hanno considerato verosimile il punto di vista di Györffy e hanno ipotizzato che Stefano amministrasse Nyitra (oggi Nitra, in Slovacchia) dal 995 circa.
Géza organizzò il matrimonio di Stefano con Gisella, figlia di Enrico II, duca di Baviera, nel 995 o poco dopo. Questo matrimonio stabilì il primo legame familiare tra un sovrano dell'Ungheria e una casa regnante dell'Europa occidentale, poiché Gisella apparteneva alla dinastia ottoniana, al potere sul Sacro Romano Impero (anche se apparteva al ramo bavarese, all'epoca non ancora ascesa al trono). Secondo la tradizione popolare conservata nell'Abbazia di Scheyern in Baviera, la cerimonia si celebrò nel castello locale e fu celebrata da sant'Adalberto. Gisella venne accompagnata nella sua nuova dimora da cavalieri bavaresi, molti dei quali ricevettero sovvenzioni fondiarie dal marito e si stabilirono in Ungheria, contribuendo a rafforzare la posizione militare di Stefano. Györffy ha ipotizzata che Stefano e sua moglie «presumibilmente» si stabilirono a Nyitra dopo il loro matrimonio.

### Regno (997-1038)

#### Gran principe (997-1000)
Il gran principe Géza morì nel 997, evento a cui fece seguito la convocazione di Stefano di un'assemblea a Strigonio dove i suoi sostenitori lo dichiararono gran principe. Al momento del suo insediamento, controllava solo le regioni nord-occidentali del bacino dei Carpazi, mentre il resto del territorio era ancora dominato di fatto da vari capitribù. L'ascesa al trono di Stefano appariva in linea con il principio della primogenitura, che prescriveva che al padre subentrasse il figlio. Tale prassi si poneva però in contrasto con la tradizionale modalità di successione per anzianità, la quale voleva che a Géza avrebbe dovuto fare seguito il membro più vecchio vivente della dinastia degli Arpadi, ossia, in quel momento, Koppány. Quest'ultimo deteneva il titolo di duca di Somogia e aveva amministrato per molti anni le regioni del Transdanubio a sud del lago Balaton.

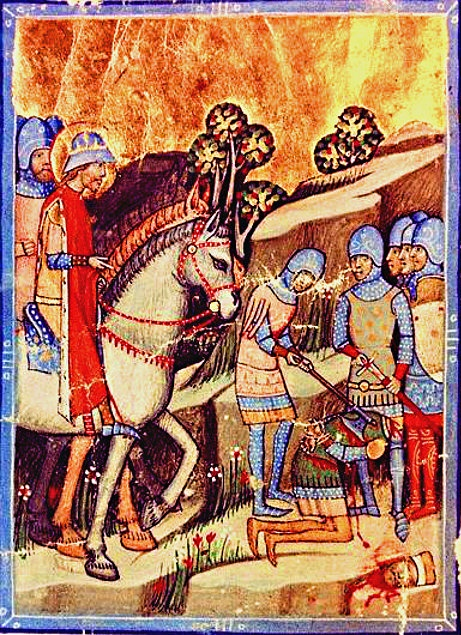
L'esecuzione di Koppány da parte di Stefano raffigurata nella Chronica Picta

Secondo l'usanza pagana del matrimonio levirato, Koppány chiese la mano alla vedova di Géza, Sarolta, oltre ad annunciare al contempo la sua pretesa al trono. Sebbene non sia impossibile che Koppány fosse già stato battezzato nel 972, la maggioranza dei suoi sostenitori era pagana, oltre che avversa al cristianesimo incarnato da Stefano e dal suo seguito prevalentemente teutonico. Un atto del 1002 ritrovato nell'Arciabbazia di Pannonhalma scrive di una guerra tra «tedeschi e ungari», riferendosi alla lotta insorta tra Stefano e Koppány. Nonostante questo, Györffy ritiene che Oszlar ("Alano"), Besenyő ("Peceneghi"), Kér e altri toponimi impiegati con riferimento a gruppi etnici o tribù magiare nel Transdanubio intorno ai presunti confini del ducato di Koppány suggeriscano che un numero significativo di unità ausiliarie e di gruppi di guerrieri ungari stabilitisi presso il gran principe Géza combatterono nell'esercito di Stefano.
Kristó ha affermato che l'intero conflitto tra Stefano e Koppány rappresentò una mera faida tra due membri della dinastia degli Arpadi, la quale non ebbe alcuna ripercussione su altri capi tribali magiari. Koppány e le sue truppe invasero le regioni settentrionali del Transdanubio, espugnando molti dei forti di Stefano e saccheggiando le sue terre. Stefano, che almeno stando alla Chronica Picta «mise per la prima volta mano alla sua spada», selezionò i fratelli Hont e Pázmány a capo della propria guardia e nominò Vencelino di Wasserburg al comando dell'esercito reale. Un ulteriore elemento di spicco della sua armata fu un cavaliere tedesco, la cui identità resta ignota, giunto in Ungheria già durante il regno di Géza. Hont e Pázmány erano, secondo le Gesta Hunnorum et Hungarorum di Simone di Kéza e la Chronica Picta, «cavalieri di origine sveva» che si stabilirono in Ungheria sotto Géza o nei primi anni del regno di Stefano. Lukačka e altri storici slovacchi, invece, hanno affermato che Hont e Pázmány erano aristocratici «slovacchi» unitisi a Stefano mentre esercitava il suo potere a Nyitra.
Koppány stava assediando Vesprimia quando venne informato dell'arrivo dell'esercito di Stefano. Nello scontro che ne seguì, quest'ultimo ottenne una vittoria decisiva sui suoi nemici, con Koppány che finì ucciso sul campo di battaglia. Il suo corpo fu squartato e i suoi pezzi esposti alle porte dei forti di Strigonio, Giavarino, Gyulafehérvár (oggi Alba Iulia, in Romania) e Vesprimia allo scopo deterrente di intimidire tutti coloro che stavano ipotizzando di spodestare il giovane monarca.
Stefano occupò il ducato di Koppány e concesse feudi assai estesi a coloro che lo avevano affiancato nella lotta intestina che aveva coinvolto l'Ungheria. In quel contesto, statuì anche che i vecchi sostenitori e i sudditi di Koppány avrebbero dovuto pagare una decima all'Arciabbazia di Pannonhalma, un evento questo confermato dall'atto di fondazione di tale monastero conservato in un manoscritto che però contiene delle interpolazioni. Lo stesso documento dichiara che «all'epoca non c'erano altri vescovati e monasteri collocati in Ungheria». Una simile testimonianza appare in contraddizione con quanto narra il vescovo quasi contemporaneo Tietmaro di Merseburgo, il quale affermò che Stefano «stabilì vescovati nei suoi domini» prima di essere incoronato re. Se quest'ultimo rapporto fosse quello più verosimile, la diocesi di Vesprimia e quella di Giavarino risulterebbero, a giudizio dello storico Gábor Thoroczkay, le candidate più probabili.

### Incoronazione (1000-1001)

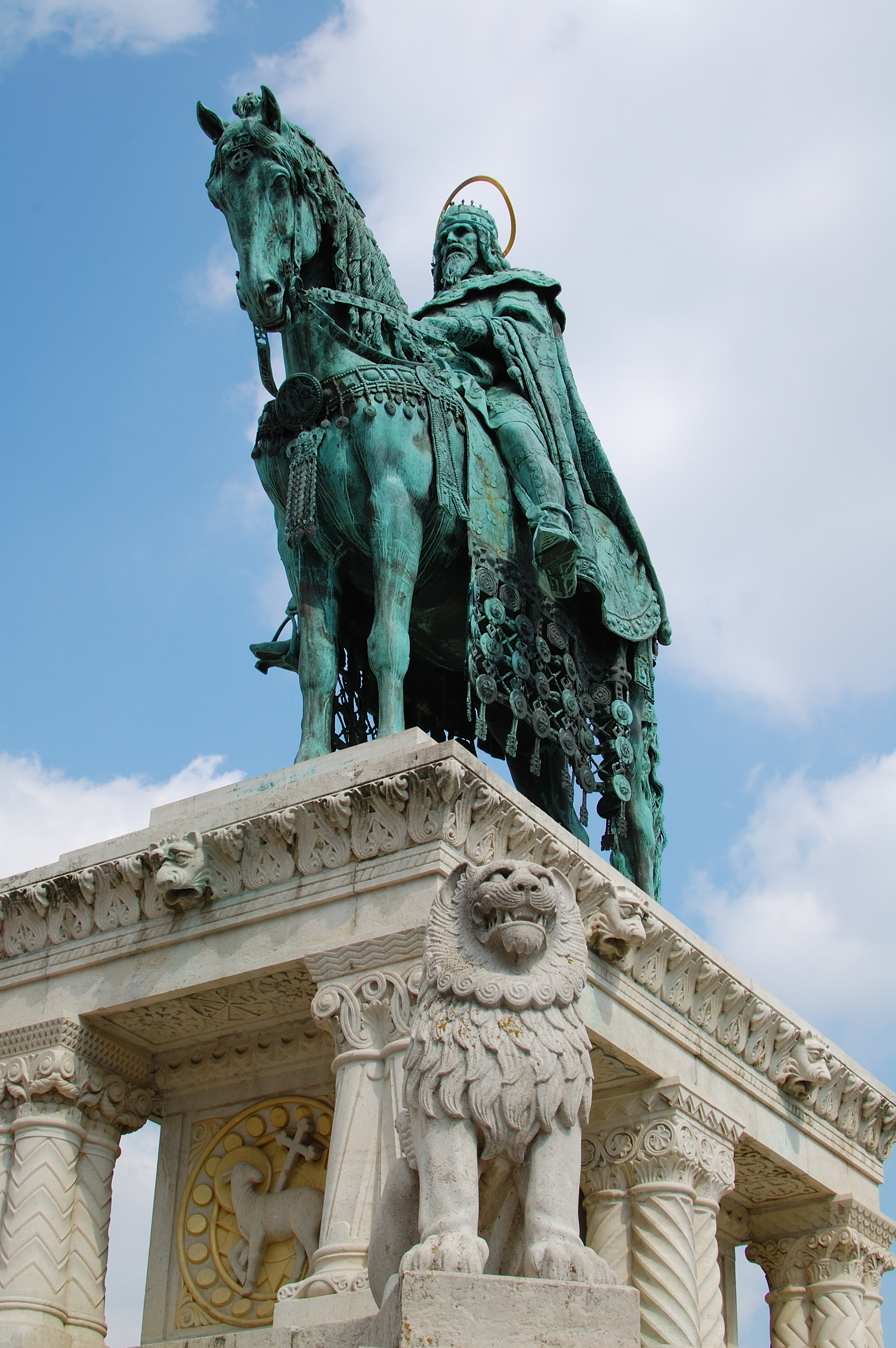
Scultura dedicata a re Stefano a Budapest

Ordinando l'esposizione di una parte del cadavere squartato di Koppány a Gyulafehérvár, residenza di suo zio materno, Gyula III detto il Giovane, Stefano riaffermò la sua pretesa di governare tutte le terre dominate dai signori magiari. Benché le circostanze esatte della sua incoronazione e le sue conseguenze politiche siano molto dibattute in ambienti accademici, è certo che Stefano decise anche di rafforzare il suo status internazionale adottando il titolo di re.
Tietmaro di Merseburgo scrive che Stefano ricevette la corona «con il placet e la sollecitazione» dell'imperatore Ottone III (al potere dal 996 al 1002), una ricostruzione questa volta a riferire che Stefano accettò l'autorità dell'imperatore prima della sua incoronazione. Benché ogni altra versione, anche quelle intrise da aspetti leggendari, sottolinei come Stefano ricevette la corona da papa Silvestro II (al soglio dal 999 al 1003), Kristó e altri storici hanno ricordato della stretta alleanza tra papa Silvestro e l'imperatore Ottone, motivo per cui i diversi resoconti non vanno necessariamente interpretati in maniera contrapposta. Alla luce di queste premesse, è lecito desumere come Stefano sì «ricevette la corona e la consacrazione» dal papa, ma non senza che vi avesse prestato consenso pure l'imperatore. Circa 75 anni dopo la celebrazione, papa Gregorio VII (r. 1075-1085), che rivendicò la sovranità religiosa sull'Ungheria, dichiarò che Stefano aveva «offerto e devotamente consegnato» l'Ungheria «a San Pietro», ovvero alla Santa Sede. In un passaggio dalla dubbia attendibilità, la Leggenda maggiore di Stefano afferma che il re assegnò l'Ungheria alla protezione della Vergine Maria. Gli storici moderni, tra cui Pál Engel e Miklós Molnár, hanno sottolineato che Stefano aveva sempre affermato la sua sovranità, non avendo mai agito in un rapporto di subordinazione con la curia o con l'impero. Per avvalorare tale tesi, gli studiosi hanno invitato gli osservatori a notare come nessuno degli statuti emessi sotto il sovrano magiaro in esame segua gli anni del dominio degli imperatori contemporanei, come invece sarebbe accaduto se avesse agito in veste di loro vassallo. Inoltre, Stefano dichiarò nel preambolo del suo Primo Libro delle Leggi di governare il suo regno «per volontà di Dio».
La data esatta dell'incoronazione di Stefano rimane sconosciuta. Secondo la successiva tradizione ungherese, ricevette la corona il primo giorno del secondo millennio, ovvero forse il 25 dicembre 1000 o il 1º gennaio 1001. I dettagli dell'incoronazione di Stefano riferito nella sua Leggenda maggiore suggeriscono che la cerimonia, che si celebrò a Strigonio o Albareale, seguì il rito di proclamazione dei monarchi tedeschi. Proprio per questa ragione, Stefano fu unto con l'olio crismale nel corso della cerimonia. Il ritratto di Stefano, conservato sul mantello reale del 1031, lascia intendere che la sua corona, alla medesima maniera di quella con diadema del Sacro Romano Impero, aveva una forma circolare ed era decorata con pietre preziose.
Oltre alla sua corona, Stefano considerava una lancia con una bandiera un importante simbolo della sua sovranità. Una simile scoperta deriva anche dallo studio delle sue prime monete, le quali recano l'iscrizione LANCEA REGIS ("la lancia del re") e raffigurano un braccio che regge una lancia con un vessillo. Secondo il contemporaneo Ademaro di Chabannes, una lancia era stata donata al padre di Stefano dall'imperatore Ottone III quale segno del diritto di Géza di «godere della massima libertà nella gestione del suo paese». La forma adottata per indicare il monarca magiaro non presenta una formula comune, ma le più frequenti rintracciate negli atti reali risultano Ungarorum rex ("re degli ungheresi"), Pannoniorum rex ("re dei pannonici") o Hungarie rex ("re d'Ungheria").
Gli antichi documenti di epoca medievale ritrovati in Ungheria e all'estero di solito chiamavano gli ungheresi «Sciti». Papa Silvestro II, proprio in concomitanza dell'incoronazione di Stefano, definiva anch'egli in siffatta maniera:
(Papa Silvestro II)

#### Consolidamento del potere (1001-1009 circa)
Malgrado la posizione di Stefano non dipendesse dalla sua incoronazione, la cerimonia rafforzò il suo prestigio a livello internazionale, in quanto consacrava un monarca cristiano alla guida del suo regno «per grazia di Dio». Tutte le sue leggende testimoniano che poco dopo la sua incoronazione fondò un arcivescovado con sede a Strigonio. Quest'atto assicurò che la Chiesa in Ungheria diventasse indipendente dai prelati del Sacro Romano Impero. Il primo riferimento a un arcivescovo di Strigonio, un chierico di nome Domenico (Domonkos), è sopravvissuto grazie alla trascrizione dell'atto di fondazione dell'arcivescovo di Pannonhalma del 1002. Secondo lo storico Gábor Thoroczkay, Stefano fondò anche la diocesi di Kalocsa nel 1001. Quando il sovrano invitò sacerdoti stranieri in terra ungherese al fine di evangelizzare il suo regno, ben presto risposero all'appello anche chierici di un certo spessore, inclusi Radla e Anastasio di Strigonio, due allievi di Adalberto di Praga. La presenza di un «arcivescovo degli ungheresi» dal nome ignoto al sinodo del 1007 di Francoforte e la consacrazione di un altare a Bamberga nel 1012 dall'arcivescovo Anastasio dimostrano che il prelato di Stefano manteneva un buon rapporto con il clero del Santo Impero Romano.
La trasformazione dell'Ungheria in uno Stato cristiano fu una delle principali preoccupazioni di Stefano durante il suo dominio. Sebbene la conversione dei magiari fosse già iniziata durante il regno di suo padre, fu solo Stefano che costrinse con la forza i suoi sudditi a rinunciare ai rituali pagani dell'atavica tradizione. La sua attività legislativa rimase strettamente connessa con il cristianesimo: il suo Primo Libro delle Leggi, risalente agli anni iniziali del regno del monarca, includeva diverse disposizioni che prescrivevano l'osservanza delle festività religiose cristiane e la necessità di chiedere la confessione prima della morte. Le altre norme da lui emesse tutelavano i diritti di proprietà e gli interessi delle vedove e degli orfani, oltre a regolare la condizione dei servi.
(Leggi di re Stefano I)

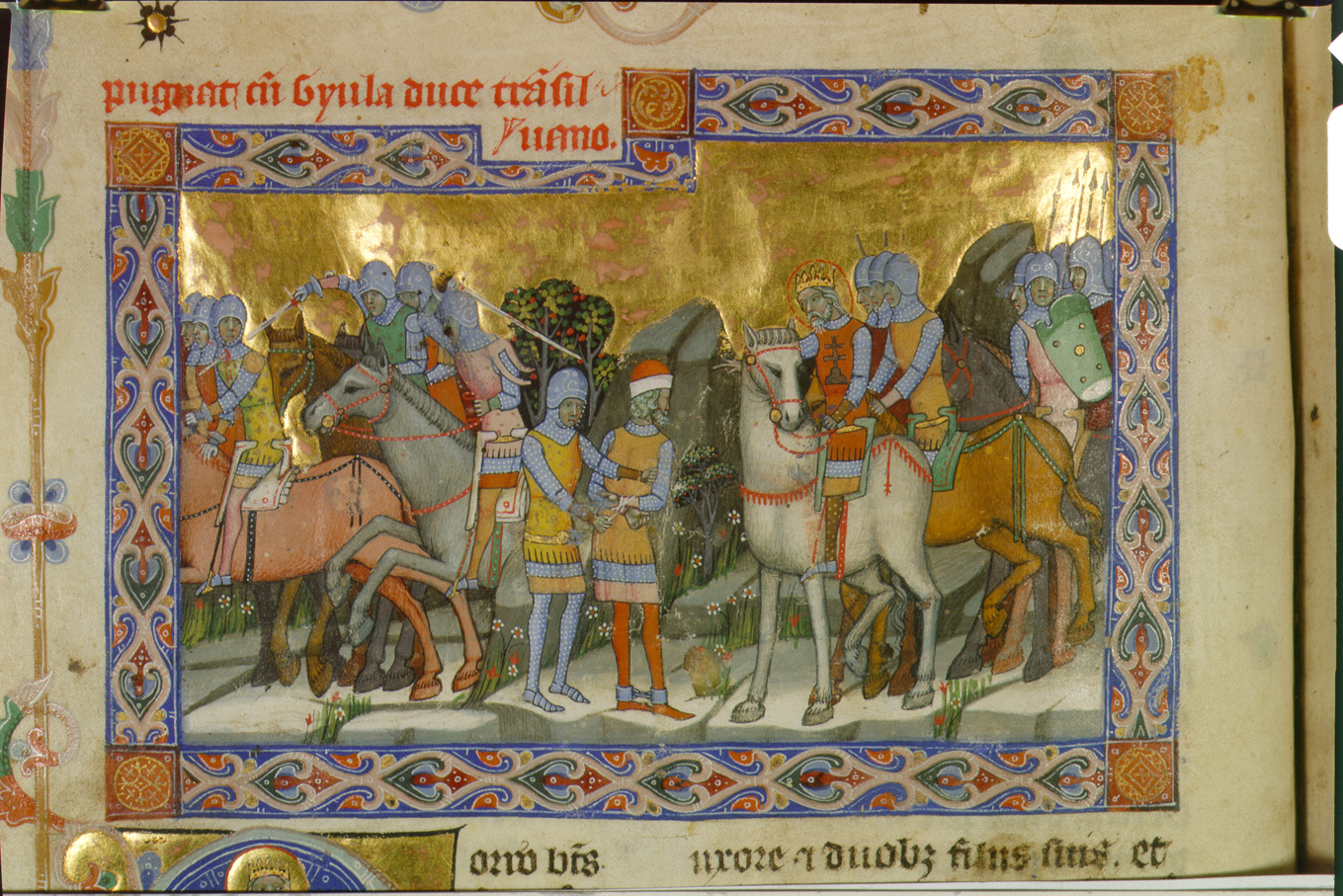
Le forze di Stefano catturano suo zio Gyula III

Molti signori ungheresi rifiutarono di accettare la sovranità di Stefano anche dopo la sua incoronazione: secondo la Chronica Picta, il nuovo re concentrò le sue attenzioni in primis verso suo zio, Gyula il Giovane o Gyyla III, la cui regione d'influenza «appariva la più ampia e ricca». Stefano invase la Transilvania e sottomise Gyula e la sua famiglia intorno al 1002 o nel 1003. I contemporanei Annali di Hildesheim asseriscono che il monarca convertì «con la forza le terre di suo zio alla fede cristiana» in seguito alla sua conquista. Di conseguenza, gli storici datano l'istituzione della diocesi di Transilvania a questa fase storica. Se l'identificazione proposta da Kristó, Györffy e altri storici ungheresi di Gyula con Prokui fosse valida, Gyula cercò rifugio dopo esser fuggito dalla prigionia alla corte di Boleslao I il Coraggioso, il duca di Polonia (r. 992-1025). Stando a quanto riferito da Tietmaro di Merseburgo, Prokui era lo zio di Stefano.
(Tietmaro di Merseburgo, Chronicon)
Circa un secolo dopo, anche il cronista Gallo Anonimo menzionò i conflitti armati tra Stefano e Boleslao, affermando che quest'ultimo «sconfisse i magiari in battaglia e si assicurò tutte le loro terre fino al Danubio». Györffy ha affermato che il rapporto del cronista si riferisce all'occupazione della valle del fiume Morava (un affluente del Danubio) da parte dei polacchi negli anni 1010. Dal canto suo, la Cronaca polacco-ungherese afferma che il duca polacco occupò vasti territori a nord del Danubio e a est della Morava fino a Strigonio all'inizio dell'XI secolo. Secondo Steinhübel, quest'ultima fonte prova che una porzione significativa delle terre che oggi formano la Slovacchia erano sotto il dominio polacco tra il 1002 e il 1030. In contrasto con lo storico slovacco, Györffy ha ipotizzato che questa cronaca di epoca più tarda, «in cui si sussegue un'assurdità dopo l'altra», contraddice ogni fatto conosciuto grazie alle fonti dell'XI secolo.

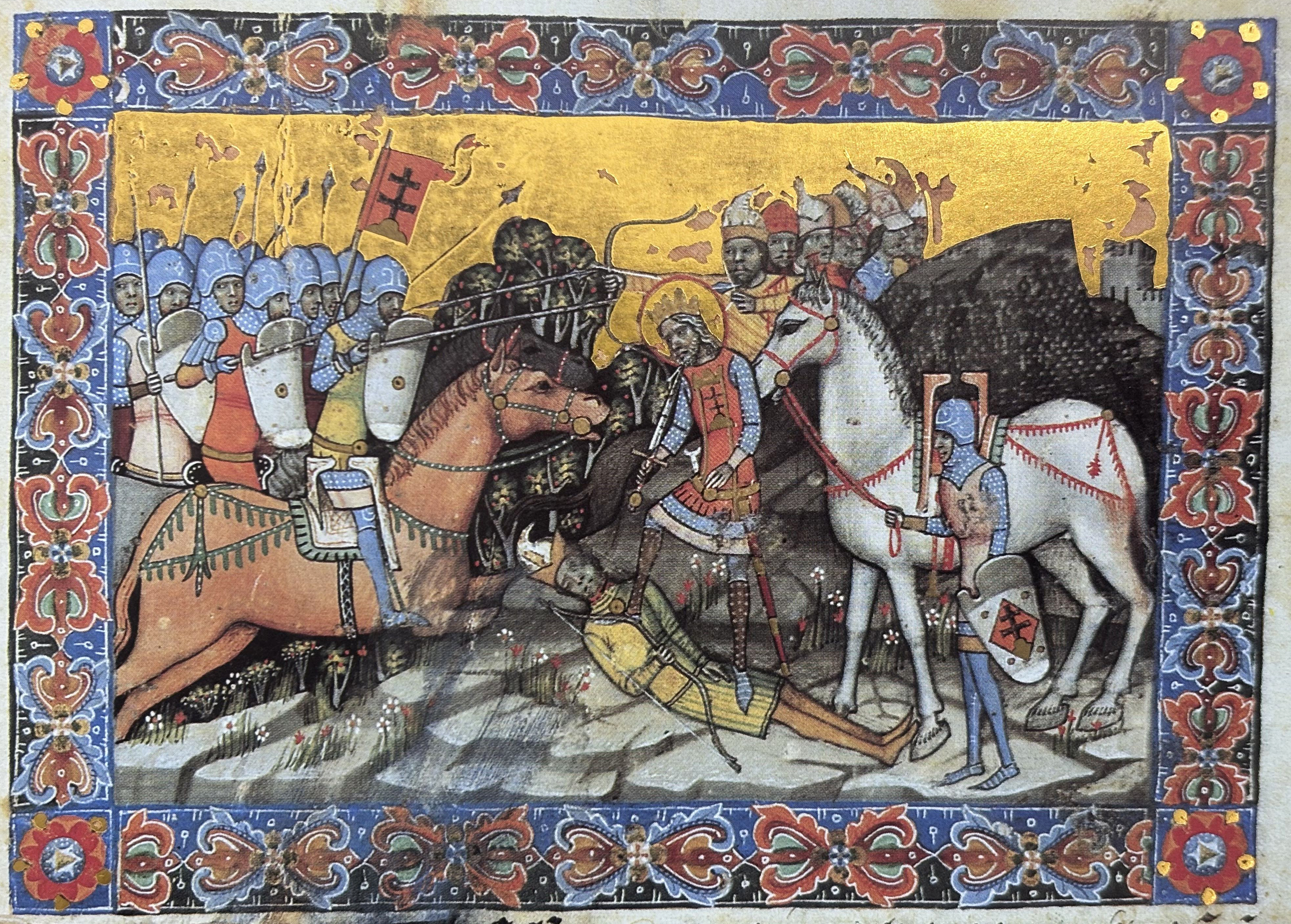
Stefano sconfigge Kean, «duca dei Bulgari e degli Slavi»

In seguito all'occupazione dei domini sottoposti all'autorità di Gyula, la Chronica Picta narra che Stefano «guidò il suo esercito contro Kean, duca dei Bulgari e degli Slavi, le cui terre, in virtù della loro posizione naturale, appaiono fortificate in modo più robusto». Secondo numerosi storici, tra cui Zoltán Lenkey e Gábor Thoroczkay, Kean amministrava una piccola regione situata nelle parti meridionali della Transilvania e Stefano si insediò in quell'area intorno al 1003. Altri accademici, tra cui Györffy, hanno sostenuto che il resoconto della cronaca ha preservato la memoria della campagna di Stefano contro la Bulgaria eseguita alla fine degli anni 1010.
Sempre con riferimento agli avversari di Stefano, l'identificazione dei cosiddetti «Magiari Neri» menzionati da Bruno di Querfurt e Ademaro di Chabannes tra gli oppositori della politica di proselitismo eseguita dal monarca resta incerto. Györffy ha localizzato le loro terre a est del fiume Tibisco, mentre Thoroczkay ipotizza che essi vivano nelle parti meridionali del Transdanubio. Quello che riferisce Bruno di Querfurt sulla conversione forzata dei Magiari Neri lascia immaginare che Stefano si appropriò delle loro terre al massimo nel 1009, quando «la prima missione di San Pietro» guidata dal cardinale e legato pontificio Azzone arrivò in Ungheria. Quest'ultimo partecipò a un incontro a Giavarino funzionale all'emissione dello statuto reale emesso il 23 agosto 1009 che determinava i confini del nuovo vescovado di Pécs.
Anche la diocesi di Eger vide la luce intorno al 1009; secondo Thoroczkay, «è assai probabile» che l'istituzione del vescovado fosse collegata alla conversione dei Cabari, un gruppo etnico di origine cazara, e del loro capo. Il capo dei Cabari, forse Samuele Aba o suo padre, sposò in quell'occasione la sorella minore di Stefano, il cui nome risulta sconosciuto. Il clan degli Aba risultava il più potente tra le famiglie autoctone unitesi a Stefano e che lo affiancarono nei suoi sforzi per stabilire una monarchia cristiana. I riferimenti forniti dall'anonimo autore delle Gesta Hungarorum, da Simone di Kéza e da altri cronisti ungheresi legati ai Bár-Kalán, agli Csák e ad altre famiglie del XIII secolo discendenti dai capi magiari di epoca passata suggeriscono che anche altri gruppi autoctoni fossero coinvolti nel processo.
Stefano istituì un sistema amministrativo basato sui territori che gestiva, creando a tale scopo i comitati. Ognuno di essi, guidato da un funzionario reale noto come conte o ispán, costituiva una suddivisione organizzata attorno a una fortezza reale, la quale fungeva da centro burocratico. La maggioranza delle fortificazioni del periodo non era in pietra, con la sola eccezione dei castelli di Strigonio, Albareale e Vesprimia. Il ruolo di tali centri amministrativi passò col tempo ad affiancare anche quello degli istituti ecclesiastici, i quali si svilupparono negli immediati pressi. Allo stesso modo, videro la luce degli agglomerati urbani, i quali divennero sede dei mercati che si tenevano ogni domenica e cominciarono a elevarsi a importanti centri economici di rilevanza locale.

#### Guerre con Polonia e Bulgaria (1009 circa-1018)
Il cognato di Stefano, Enrico II, divenne re di Germania nel 1002 e imperatore del Sacro Romano Impero nel 1013. La convivenza pacifica dei due assicurò ai confini occidentali dell'Ungheria di vivere un periodo di pace nei primi decenni dell'XI secolo. Quando Bruno di Augusta, insoddisfatto del governo di suo fratello Enrico II, cercò rifugio in Ungheria nel 1004, Stefano mantenne la pace con la Germania e negoziò un accordo tra i suoi due cognati. Intorno al 1009 diede in sposa la sorella minore a Ottone Orseolo, doge di Venezia (r. 1008-1026), stretto alleato dell'imperatore bizantino Basilio II (r. 976-1025), con il risultato che con grande probabilità pure il rapporto dell'Ungheria con l'impero bizantino fu pacifico. L'alleanza tra i magiari e il Sacro Romano Impero generò però una guerra con la Polonia che durò dal 1014 circa fino al 1018. Proprio quando i polacchi occuparono le postazioni ungheresi possedute lungo il fiume Morava, Györffy e Kristó segnalano che, pressoché in contemporanea, ebbe luogo un'incursione pecenega in Transilvania il cui ricordo è stato trasmesso nelle leggende di Stefano; una simile aggressione fu giustificata dal fatto che i peceneghi erano stretti alleati del cognato del duca polacco, il gran principe Sviatopolk I di Kiev (r. 1015-1019).
Dopo qualche anno, nel gennaio del 1018, la Polonia e il Sacro Romano Impero suggellarono la pace di Bautzen e posero fine alle ostilità tra di loro in corso. Più tardi, nello stesso anno, 500 cavalieri ungheresi accompagnarono Boleslao I di Polonia a Kiev, evento che lascia dedurre come l'Ungheria fosse stata inclusa nel trattato di pace. Lo storico Ferenc Makk ha ritenuto che la pace di Bautzen obbligò Boleslao a cedere tutti i territori che aveva occupato nella valle della Morava a Stefano. A giudizio di Leodvin, il primo vescovo di Bihar (r. 1050 circa-1060 circa) Stefano si alleò con i bizantini e guidò una spedizione militare per assisterli contro i «barbari» situati nella penisola balcanica. Le truppe romee e magiare acquisirono assieme il possesso di «Cesaries», identificata da Györffy nell'odierna Ocrida. La versione di Leodvin suggerisce che Stefano si unì ai bizantini nella guerra che terminò con la loro conquista della Bulgaria nel 1018; tuttavia, la data esatta della sua spedizione rimane incerta. Györffy ha ipotizzato che soltanto nell'ultimo anno di guerra Stefano guidò le sue truppe contro i bulgari.

#### Politiche interne (1018-1024)

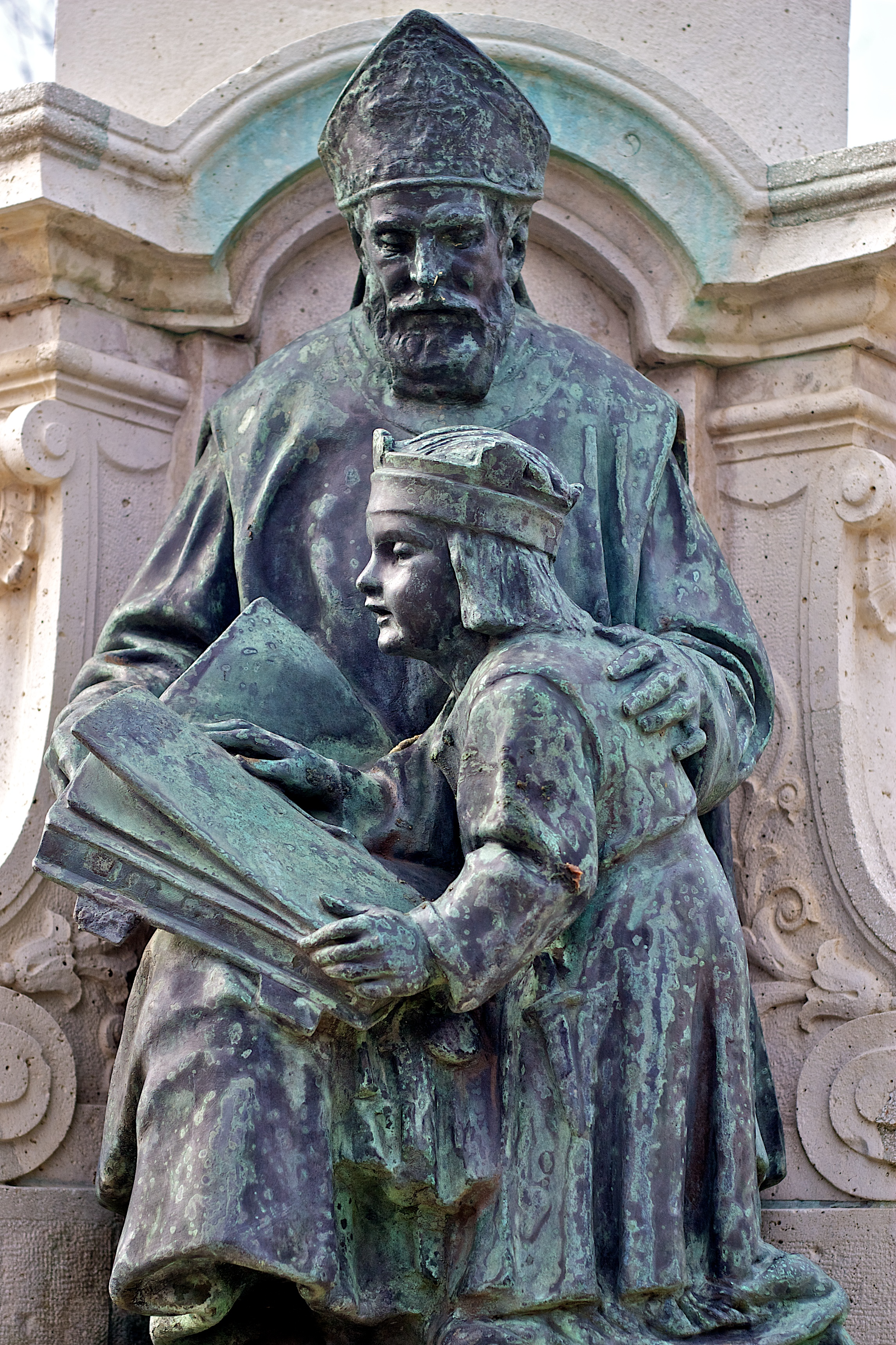
Statua moderna ad Albareale (Székesfehérvár) del vescovo Gerardo di Csanád e del suo allievo, il principe Emerico (entrambi canonizzati insieme al re Stefano nel 1083)

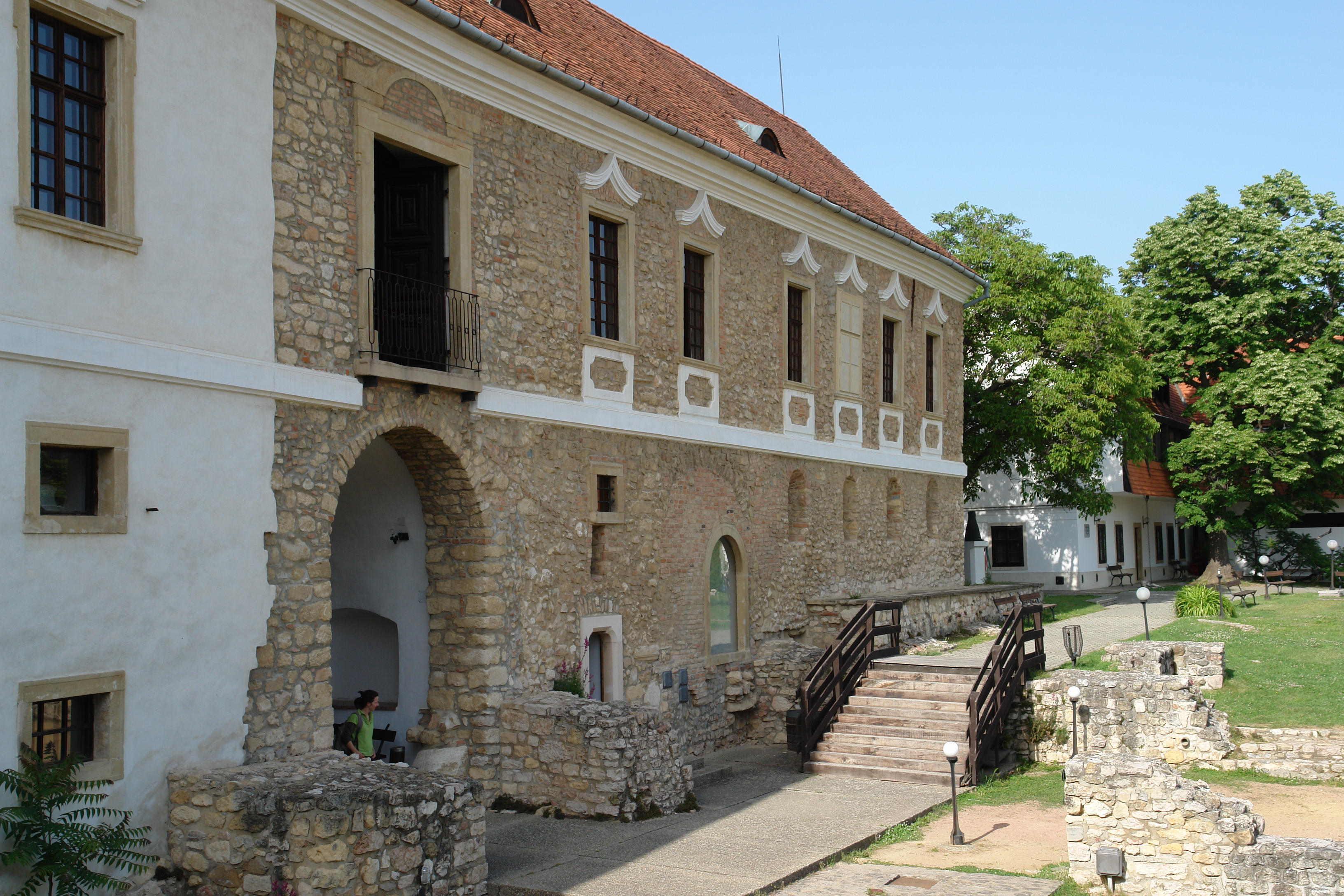
Rovine dell'Abbazia di Pécsvárad, fondata da Stefano

Il vescovo Leodvin testimonia come Stefano accumulò e trasferì le reliquie di numerosi santi a «Cesaries» durante la sua campagna nei Balcani, tra cui quelle di San Giorgio e di San Nicola. Egli li donò alla nuova basilica a tre navate da lui fatta costruire e dedicata alla Santa Vergine a Székesfehérvár, nota in italiano come Albareale, e dove istituì anche un capitolo della cattedrale e la sua nuova capitale. La sua decisione fu influenzata dall'apertura, nel 1018 o 1019, di un nuovo percorso di pellegrinaggio che aggirava l'antica capitale, Strigonio; la tratta appena inaugurata collegava l'Europa occidentale e la Terra santa attraverso l'Ungheria. Stefano ipotizzò e poi decise davvero di incontrare spesso i pellegrini, contribuendo così alla diffusione della sua fama in tutto il continente. L'abate Odilone di Cluny, ad esempio, scrisse in una missiva destinata a Stefano che «coloro di ritorno dal santuario di nostro Signore» parlavano tutti della passione del monarca «verso la sacralità della nostra religione». Stefano istituì inoltre quattro taverne funzionali ai pellegrini diretti a Costantinopoli, Gerusalemme, Ravenna e Roma.
(Rodolfo il Glabro, Historiarum libri quinque)
Oltre ai pellegrini, anche i mercanti sfruttavano spesso la via sicura attraverso l'Ungheria quando transitavano tra Costantinopoli e l'Europa occidentale. Le leggende di Stefano si riferiscono a 60 ricchi peceneghi giunti alle porte dell'Ungheria e attaccati dalle guardie in servizio al confine. Il re condannò a morte i suoi soldati per dimostrare la sua determinazione nella ricerca della pace interna. Nel frattempo, la zecca cominciò a coniare delle monete nazionali negli anni 1020: i dinari d'argento di Stefano recanti le iscrizioni STEPHANUS REX ("Re Stefano") e REGIA CIVITAS ("città reale") risultarono popolari nell'Europa contemporanea, così come dimostrano le copie contraffatte rinvenute nella lontana Svezia.
Grazie alle sue politiche pacifiche, Stefano riuscì a convincere alcuni pellegrini e mercanti a stabilirsi nel suo regno. Gerardo, un monaco benedettino giunto in Ungheria dalla Repubblica di Venezia tra il 1020 e il 1026, stava proseguendo nel suo viaggio verso la Terra Santa, ma alla fine fu persuaso dal monarca a rimanere in quella regione dell'Europa centrale. Stefano fondò anche una serie di monasteri benedettini, incluse le abbazie di Pécsvárad, Zalavár e Bakonybél nel medesimo arco temporale.
La Legenda maior S. Gerardi menziona il conflitto di Stefano con Ajtony, un nobile attivo nella regione del fiume Maros. Molti storici fanno risalire il loro scontro alla fine degli anni '20 del 1000, malgrado Györffy e altri studiosi sostengano che avvenne almeno un decennio prima. Secondo la leggenda di San Gerardo, il conflitto esplose quando Ajtony, il quale «aveva sottratto il potere ai Greci», impose una tassa sul sale trasportato a Stefano sul fiume. Il sovrano magiaro inviò un grande esercito guidato da Csanád contro Ajtony, che perì nel corso della battaglia. Le sue terre andarono convertite in un comitato e il re istituì un nuovo vescovato a Csanád (oggi Cenad, in Romania), antica capitale di Ajtony, così ribattezzata in onore del comandante dell'esercito reale. Stando agli Annales Posonienses, il veneziano Gerardo fu consacrato primo vescovo della nuova suddivisione ecclesiastica nel 1030.

#### Conflitti con il Sacro Romano Impero (1024-1031)
Il cognato di Stefano, l'imperatore Enrico, morì il 13 luglio 1024 e gli successe un lontano parente, Corrado II (r. 1024-1039), il quale adottò una politica estera offensiva. Corrado II scacciò da Venezia il doge Ottone Orseolo, marito della sorella di Stefano, nel 1026. Convinse inoltre i bavaresi a proclamare suo figlio, Enrico, come loro duca nel 1027, sebbene il figlio di Stefano, Emerico, vantasse un innegabile diritto al ducato di Baviera in virtù di sua madre. L'imperatore Corrado progettò un'alleanza matrimoniale con Costantinopoli e inviò uno dei suoi consiglieri, il vescovo Werner di Strasburgo, nella capitale bizantina. Nell'autunno del 1027, il vescovo viaggiò forse sotto le mentite vesti di pellegrino, ma Stefano, che era stato informato del suo vero scopo, si rifiutò di lasciarlo entrare nei suoi domini. Il biografo di Corrado II, Wippone di Borgogna, narra che i bavaresi innescarono delle lotte su piccola scala lungo i confini comuni dell'Ungheria e del Sacro Romano Impero nel 1029, provocando un rapido deterioramento delle relazioni tra i due Stati.
L'imperatore Corrado guidò personalmente i suoi eserciti in Ungheria nel giugno 1030 e saccheggiò le terre a ovest del fiume Raab. Tuttavia, secondo gli Annali di Niederalteich, l'imperatore, che soffriva delle conseguenze della tattica della terra bruciata impiegata dall'esercito ungherese, fece ritorno in Germania «senza un'armata e senza aver ottenuto nulla, in quanto gli uomini stavano patendo la fame ed erano stati catturati dai magiari a Vienna». La pace tornò a regnare dopo che Corrado cedette le terre tra i fiumi Leita e Fischa all'Ungheria nell'estate del 1031.
(Wippone, Gesta Chonradi II imperatoris)

#### Ultimi anni (1031-1038)

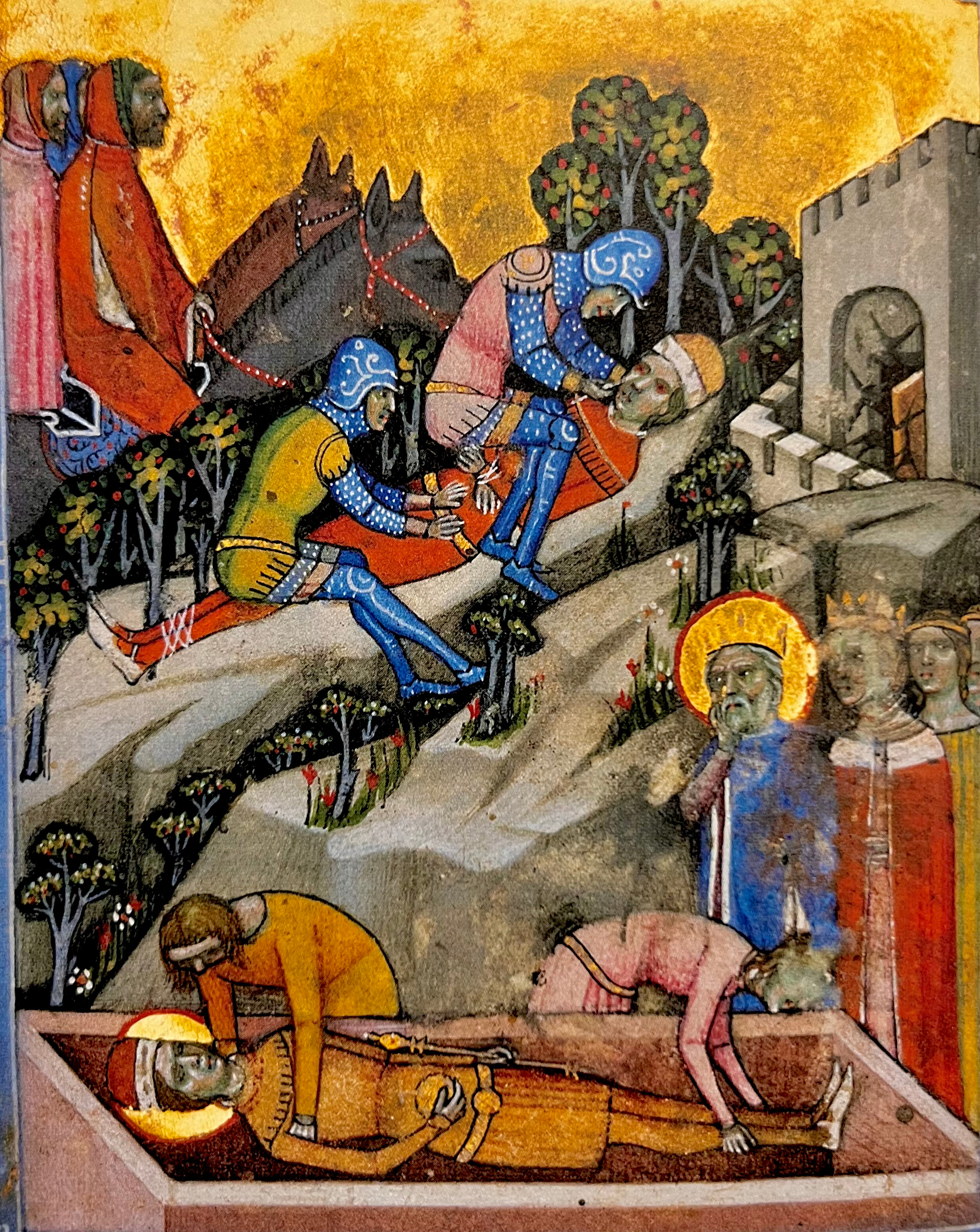
Re Stefano al funerale di suo figlio, Sant'Emerico

Il biografo di Stefano, Artvico, narra che il re, i cui figli morirono uno dopo l'altro durante l'infanzia, «trattenne il dolore per la loro morte riservando quanto più amore possibile all'unico sopravvissuto», Emerico. Tuttavia, quest'ultimo riportò delle ferite gravi nel corso di una battuta di caccia e si spense nel 1031. Stando alla Chronica Picta, dopo la morte di suo figlio, l'anziano re non riuscì mai a «riacquistare completamente il suo precedente stato di salute». A proposito dell'illustrazione realizzata nelle leggende di Stefano in cui si vede il re tenere delle veglie e lavare i piedi ai poveri, Kristó ha commentato che risulta legata agli ultimi anni di Stefano, in particolare a un momento posteriore alla morte di suo figlio. Di seguito l'elogio funebre che aveva realizzato per quest'ultimo così come riportato dalla Chronica Picta:
(Chronica Picta)
La morte di Emerico compromise i successi di suo padre nella creazione di uno Stato cristiano, in quanto si riteneva che il cugino di Stefano, Vazul, il quale più di ogni altro si proponeva di succedergli, aderisse ancora al paganesimo. Secondo gli Annales Altahenses, Stefano ignorò i propositi di suo cugino e nominò il figlio della sorella, il veneziano Pietro Orseolo, come suo erede. La stessa fonte aggiunge che Vazul fu catturato e accecato, mentre i suoi tre figli, Levente, Andrea e Béla, furono espulsi dal regno. Le leggende legate a Stefano riferiscono di una congiura sventata durante gli ultimi anni della sua vita e ordita dai membri della sua corte. Per Kristó l'episodio si riferirebbe a un complotto a cui partecipò Vazul, ragion per cui la sua mutilazione rappresentò una punizione per questo tradimento. La narrazione secondo cui le orecchie di Vazul sarebbero state riempite con del piombo fuso si deve esclusivamente a testi di epoca successiva, inclusa la Chronica Picta.
Secondo alcuni accademici, le disposizioni del "Secondo libro delle leggi" di Stefano dedicate alla fattispecie della "Cospirazione contro il re e il regno" lasciano immaginare che tale sezione fu promulgata dopo il complotto fallito di Vazul. Tuttavia, una simile ricostruzione non è stata recepita dalla storiografia a livello unanime: Györffy ha affermato che il libro di leggi fu pubblicato non dopo il 1031, ma intorno al 1009. Allo stesso modo, l'autenticità del decreto sulle decime è dibattuta: secondo Györffy, fu emesso durante il regno di Stefano, ma Berend, Laszlovszky e Szakács hanno sostenuto che «potrebbe trattarsi di un'aggiunta successiva».
Stefano morì di vecchiaia il 15 agosto 1038 e fu poi tumulato nella basilica di Albareale. Alla sua dipartita seguì un lungo periodo di guerre civili, rivolte pagane e invasioni straniere, con l'instabilità che terminò solo nel 1077, quando Ladislao, nipote di Vazul, salì al trono.

## Rilevanza storica

### Il fondatore dell'Ungheria

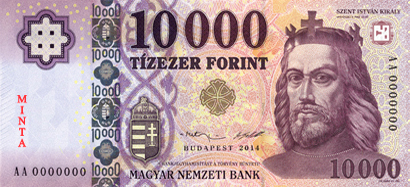
Banconota da 10000 fiorini ungheresi che rappresenta re Stefano emesso nel 1998

Stefano è sempre stato considerato una delle figure storiche più importanti nella storia dell'Ungheria. Il suo principale risultato raggiunto durante il suo regno, ovvero l'istituzione di una potenza cristiana, assicurò la sopravvivenza degli ungheresi nel bacino dei Carpazi, a differenza di quanto invece accaduto nel caso degli Unni, degli Avari e di altri popoli che avevano precedentemente controllato lo stesso territorio. Come sottolineato da Bryan Cartledge, Stefano conferì al suo regno «quarant'anni di relativa pace e governo lungimirante, senza però momenti eclatanti». Stefano contrastò le usanze pagane, mise fine all'ancestrale nomadismo degli Ungari e favorì la diffusione del cristianesimo con numerose leggi, tra cui quella che aboliva l'antico alfabeto runico magiaro e rendeva il latino lingua ufficiale. In più, «proibì i riti tradizionali e il culto degli idoli, fondò monasteri ed episcopati e cristianizzò interamente il sistema politico e la struttura della società». Fece inoltre generose offerte alle chiese, visitandole spesso di persona e supervisionandone la loro costruzione. Come detto però, per compiere il suo disegno di cristianizzazione dell'Ungheria, «non si fece scrupolo di imporre il battesimo con la forza».
I suoi successori, compresi coloro che discendevano da Vazul, si affrettarono a più riprese a ringraziare Stefano per le azioni da lui compiute in vita. Sebbene il figlio di Vazul, Andrea I, si assicurò il trono grazie a una rivolta pagana, egli proibì gli antichi riti e dichiarò, almeno stando alla Chronica Picta del XIV secolo, che i suoi sudditi avrebbero dovuto «vivere in ogni ambito secondo la legge che il re Santo Stefano aveva promulgato». Nell'Ungheria medievale, i ceti sociali che rivendicavano uno status elitario o tentavano di preservare i propri «privilegi» dichiaravano spesso che l'origine della propria condizione speciale andava attribuita al re Santo Stefano. Un esempio è fornito da una lettera del 1347 del popolo di Táp, la quale racconta al monarca dei dissidi nati con l'arciabbazia di Pannonhalma: nello specifico, si afferma che le tasse riscosse loro dall'abate contraddicevano «la libertà che gli era stata concessa al tempo di re Santo Stefano».

### IlLibellus de institutione morum

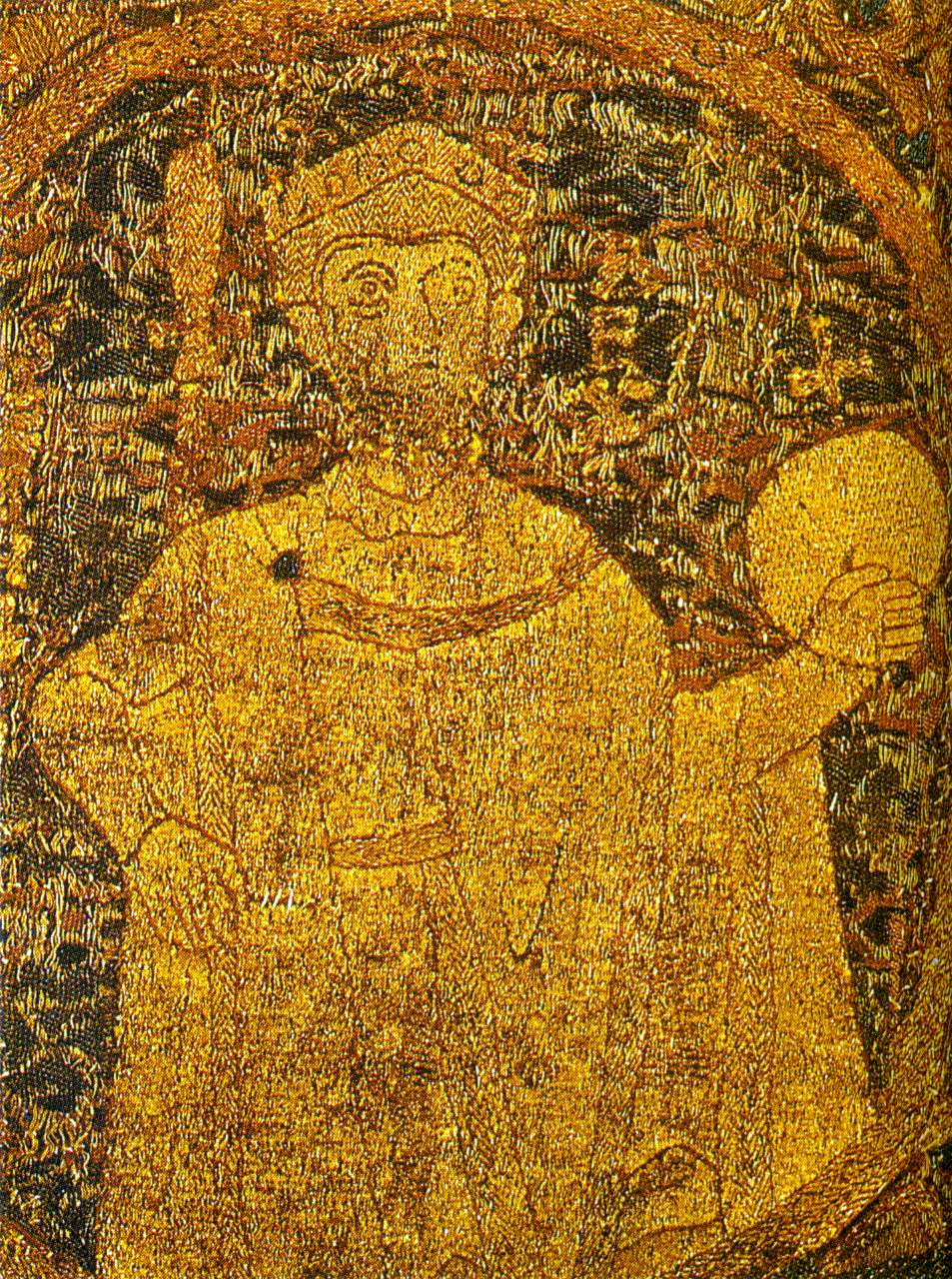
Ritratto di Stefano con gli abiti dell'incoronazione risalente al 1031

Secondo la Leggenda maggiore di Stefano, il re «compilò lui stesso un libro dedicato ai valori morali e destinato al suo figlio». Quest'opera, nota in latino come Libellus de institutione morum e, più brevemente, Ammonimenti, è sopravvissuta grazie a manoscritti scritti risalenti al Tardo Medioevo. Anche se gli studiosi discutono se l'opera possa essere effettivamente attribuita al re o a un chierico, la maggior parte degli studiosi concorda sul fatto che sia stato composto nei primi decenni dell'XI secolo.
Gli Ammonimenti sostengono che la regalità appare intrinsecamente e inequivocabilmente connessa con la fede cattolica: il suo autore ha sottolineato che un monarca è tenuto a fare donazioni alla Chiesa e a consultare regolarmente i suoi prelati, ma ha il diritto di punire i sacerdoti che sbagliano. Tra i concetti principali si sottolinea l'idea secondo cui un sovrano debba cooperare con i «pilastri del suo potere», ovvero i prelati, gli aristocratici, gli ispán e i guerrieri.
(Gli Ammonimenti di Stefano a suo figlio, Emerico)
Un altro messaggio interessante riguardava l'invito all'apertura verso gli stranieri e, per usare un termine moderno, al multiculturalismo:
(Gli Ammonimenti di Stefano a suo figlio, Emerico)

### La corona

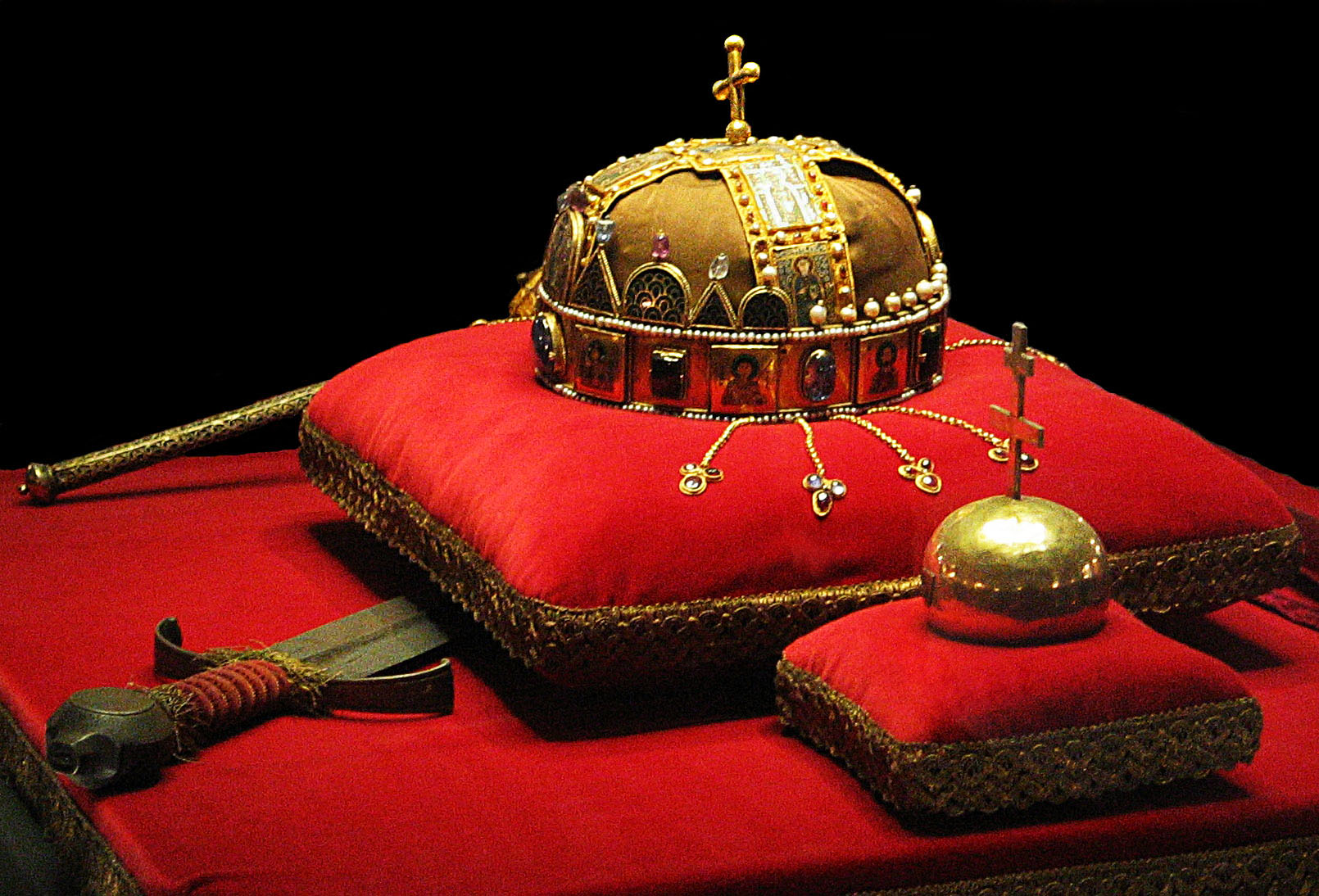
La corona di Santo Stefano custodita nel parlamento ungherese

Secondo alcuni, sarebbe infondata la tradizione secondo cui la corona ricevuta a Roma corrisponda a quella di Santo Stefano (o "sacra corona d'Ungheria") oggi custodita nel parlamento ungherese. Secondo tale teoria, sul letto di morte Stefano affidò il regno alla Vergine Maria dichiarandola patrona dell'Ungheria e, al fine di dimostrare concretamente la sua devozione, rimandò la corona a Roma. Quest'ultima rimase custodita nei sotterranei del Vaticano fino all'inizio del XVI secolo, quando se ne perse definitivamente traccia. A rafforzare l'interpretazione che le due corone siano distinte, va segnalato sia che una delle due venne impiegata soltanto a partire dal XIII secolo, sia che la fattura di quella più recente non risulta esattamente in linea con i canoni sacri. La croce che sormonta la corona è fissata con un chiodo che trafigge la figura del Cristo e gli apostoli non sono disposti nel corretto ordine. Andrebbero inoltre considerate delle ragioni politiche, in quanto, secondo un'antica legge ungherese, era re colui che possedeva fisicamente la corona; pertanto, non avrebbe avuto senso disporre di due corone.
La parte più antica della corona conservata a Budapest, probabilmente di fabbricazione bizantina, fu donata dall'imperatore romano d'Oriente «al nostro fedele alleato Géza, re di Turchia», come recita la scritta in greco che sta sulla corona stessa (da notare che per lungo tempo l'Ungheria venne anche chiamata "Turchia").

## Culto

### La canonizzazione
Il culto di Stefano emerse a seguito del lungo periodo di anarchia che contraddistinse il governo dei suoi immediati successori. Ad ogni modo, nessuno testimonia che Stefano divenne destinatario di preghiere prima della sua canonizzazione. A titolo di esempio, si pensi al fatto che il primo membro della famiglia reale il cui nome si ispirava a lui, Stefano II, nacque all'inizio del XII secolo.
La canonizzazione di Stefano fu avviata dal nipote di Vazul, re Ladislao I d'Ungheria, che aveva consolidato la sua autorità catturando e imprigionando suo cugino, Salomone. Il vescovo Artvico riferisce che la canonizzazione andò «decretata con lettera apostolica, per ordine della curia romana», circostanza la quale lascia intendere che la cerimonia fosse stata autorizzata da papa Gregorio VII. L'evento ebbe inizio presso la tomba di Stefano, dove il 15 agosto 1083 frotte di credenti iniziarono tre giorni di digiuno e di intensa preghiera. La leggenda narra che la bara di Stefano non avrebbe potuto essere aperta fino a quando il re Ladislao non avrebbe fatto prigioniero Salomone a Visegrád. Quando ciò avvenne, stando a quanto asseriscono le leggende di Stefano, al momento dell'apertura della sepoltura del defunto pare si susseguirono miracolosi casi di guarigione. Lo storico Kristó ha attribuito le guarigioni a un'isteria di massa o al frutto dell'inganno. Le leggende di Stefano riferiscono pure che i suoi resti, «dal profumo del balsamo», vennero riesumati il 20 agosto dalla bara, la quale era piena di «acqua color rosa». Lo stesso giorno ricevettero la canonizzazione anche il figlio di Stefano, Emerico, e il vescovo di Csanád, Gerardo.
(Artvico, Vita di re Stefano d'Ungheria)
La prima leggenda di Stefano, la cosiddetta Leggenda maggiore, vide la luce tra il 1077 e il 1083. Benché essa fornisca un ritratto idealizzato del monarca, ovvero quello di una persona che dedicò se stesso e il suo regno alla Vergine Maria, la Leggenda minore di Stefano, composta intorno al 1100 durante il dominio di Colomanno, sottolineava la severità del primo monarca. Un terzo lavoro, composto anch'esso ai tempi di Colomanno dal vescovo Artvico, si basava sulle due leggende esistenti. L'opera ricevette nel 1201 il placet da papa Innocenzo III e viene tradizionalmente ritenuta la leggenda di Stefano per antonomasia. Gábor Klaniczay ha sostenuto che i testi dedicati a Stefano in esame «hanno aperto un nuovo capitolo nelle leggende dei sovrani sacri intese come genere letterario», diffondendo l'idea secondo cui un monarca potesse aspirare alla canonizzazione qualora avesse rivestito il ruolo di figura apicale in maniera egregia e con grande lungimiranza. Sulla scia di questo presupposto, sempre Klaniczay si è spinto oltre, asserendo che Stefano fu il primo miles Christi ("soldato di Cristo") trionfante tra i monarchi canonizzati. Stefano assunse altresì le vesti di «confessore», ovvero di uno che non aveva subito il martirio, il cui culto venne approvato in contrasto con i precedenti santi monarchi.
Il culto di Stefano si diffuse presto oltre i confini dell'Ungheria: inizialmente venerato principalmente a Scheyern e Bamberga, in Baviera, le sue reliquie giunsero fino ad Aquisgrana, Colonia, Montecassino e Namur. Dopo la liberazione di Buda dai turchi ottomani, papa Innocenzo XI estese il culto del re santo di Stefano all'intera Chiesa cattolica nel 1686, indicando il 2 settembre come giornata in cui celebrarlo. Poiché nel 1969 si scelse di spostare la festività dedicata a San Gioacchino dal 16 agosto al 2 settembre, si optò per la scelta inversa per Stefano, ovvero il giorno immediatamente successivo a quello della morte dell'ungherese. Venerato come santo patrono dell'Ungheria, dei sovrani, dei morti prematuri, dei muratori e degli, scalpellini Stefano è celebrato da tutte le Chiese che ammettono il culto dei santi. La sua canonizzazione è stata riconosciuta dal patriarca ecumenico Bartolomeo di Costantinopoli nel 2000. Nel calendario della Chiesa cattolica ungherese si osserva la festa di Stefano il 20 agosto, giorno in cui le sue reliquie furono traslate. Infine, un'ulteriore festività è fissata in data 30 maggio ed è dedicata alla sua "Santa Destra".

### La Sacra Destra

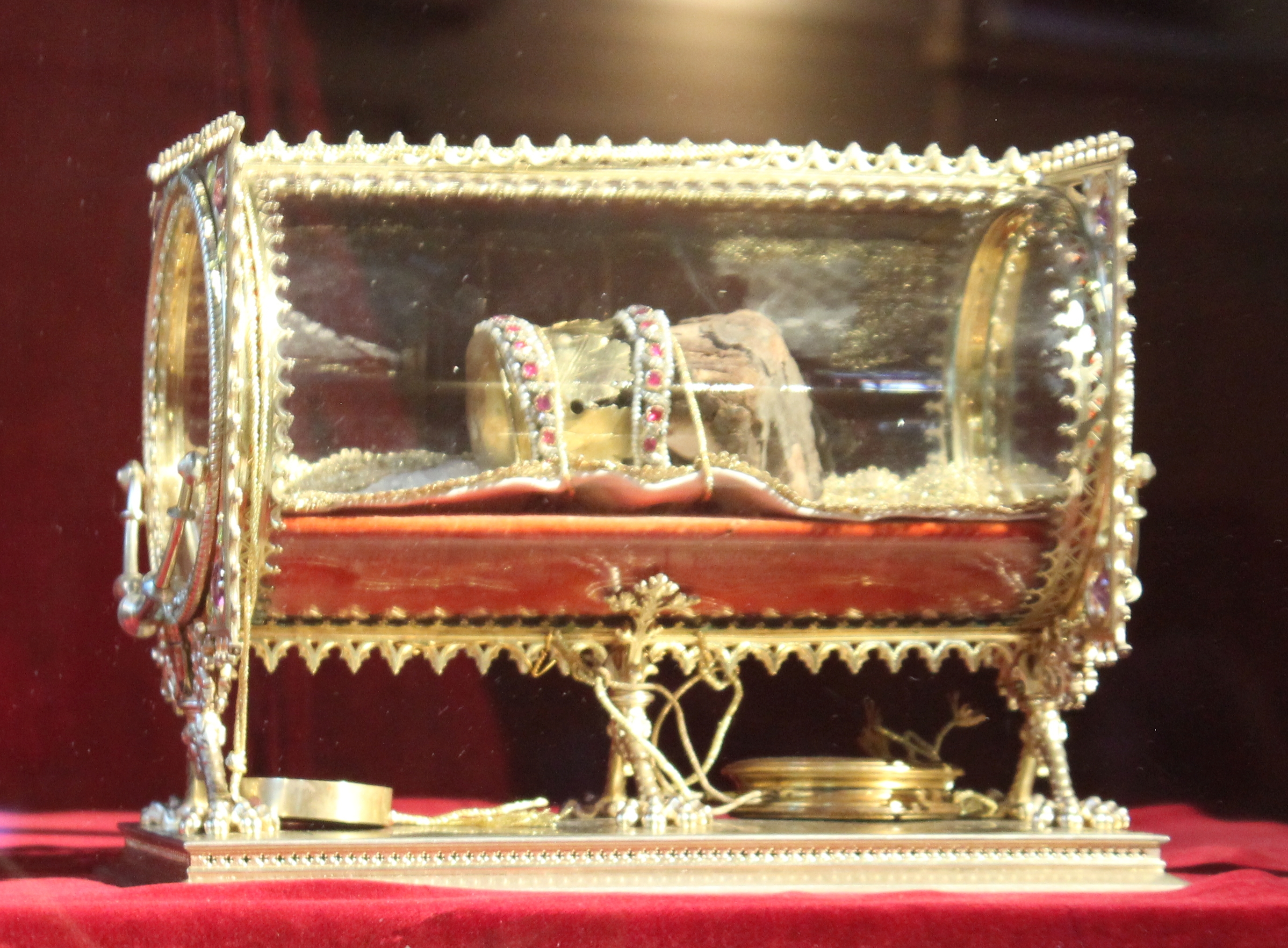
La Sacra Destra esposta a Budapest nella Basilica di Santo Stefano

La mano destra (in ungherese Szent Jobb), preservata in discreto stato di conservazione, divenne presto oggetto di un culto. Stando a quanto riferito dalle fonti, un chierico di nome Mercurio decise di rubare la reliquia nel 1084, ma fu scoperto il 30 maggio dello stesso anno nel comitato di Bihar. Si deve comunque tener presente che il furto di spoglie sacre, o furta sacra, era diventato un topos nelle biografie dedicate ai santi. Il vescovo Artvico descrive nel suo scritto la scoperta della mano destra di Stefano sul solco di tale tradizione letteraria, facendo sovente riferimento ad avventure e visioni. Un'abbazia eretta nel comitato di Bihar (oggi Sâniob, in Romania) deve il suo nome al sovrano medievale ed è dedicata alla venerazione della Sacra Destra.
(Artvico, Vita di re Stefano d'Ungheria)
Eccezion fatta per l'invasione mongola del 1241 e 1242, quando si scelse di trasferirla per precauzione a Ragusa, la Santa Destra fu custodita per secoli nell'Abbazia di Szentjobb; la reliquia approdò poi ad Albareale intorno al 1420. In seguito all'occupazione ottomana dei territori centrali del Regno d'Ungheria a metà del XVI secolo, fu custodito in molti luoghi, tra cui delle città in Bosnia, Ragusa e Vienna. Essa ritornò all'Ungheria nel 1771, quando la regina Maria Teresa la donò al chiostro delle Sorelle di Loreto situato a Buda. Custodita nella cappella di San Sigismondo del castello di Buda tra il 1900 e il 1944 circa, in una grotta vicino a Salisburgo nel 1944 e 1945 e ancora dalle Suore di Loreto a Buda, tra il 1945 e 1950, da quest'ultimo anno la Sacra Destra è osservabile nella Basilica di Santo Stefano a Budapest. Si istituì una processione annuale per celebrare la reliquia nel 1938 e questa continuò fino al 1950, quando la processione fu vietata dal governo comunista; tale divieto decadde nel 1988, anno da cui la tradizione è ripresa.

### Chiese dedicate al santo

#### Chiese cattedrali
- Cattedrale di Budapest, Budapest, Ungheria
- Cattedrale di Zagabria, Zagabria, Croazia

#### Chiese parrocchiali
- Padova, Veneto, Italia: Chiesa parrocchiale dei Servi della Carità, con annesso oratorio dell'opera don Luigi Guanella di Santo Stefano re d'Ungheria (Via Ciamician, in quartiere Brusegana)
- Pustiana, Pârjol, Moldavia, Romania: Chiesa parrocchiale di S. Stefano d'Ungheria
- Skorenovac, Voivodina, Serbia: Chiesa parrocchiale di S. Stefano d'Ungheria

#### Altri luoghi di culto
- Roma, Italia, Santo Stefano Rotondo, Celio, Cappella di Santo Stefano d'Ungheria
- Città del Vaticano, Roma, Italia, Grotte Vaticane, Cappella Ungherese: Statua di Santo Stefano
- Roma, Italia, Casa Santo Stefano, casa dei pellegrini ungheresi, fondata nel 1967, la cui cappella è pure dedicata a S. Stefano.

## Discendenza

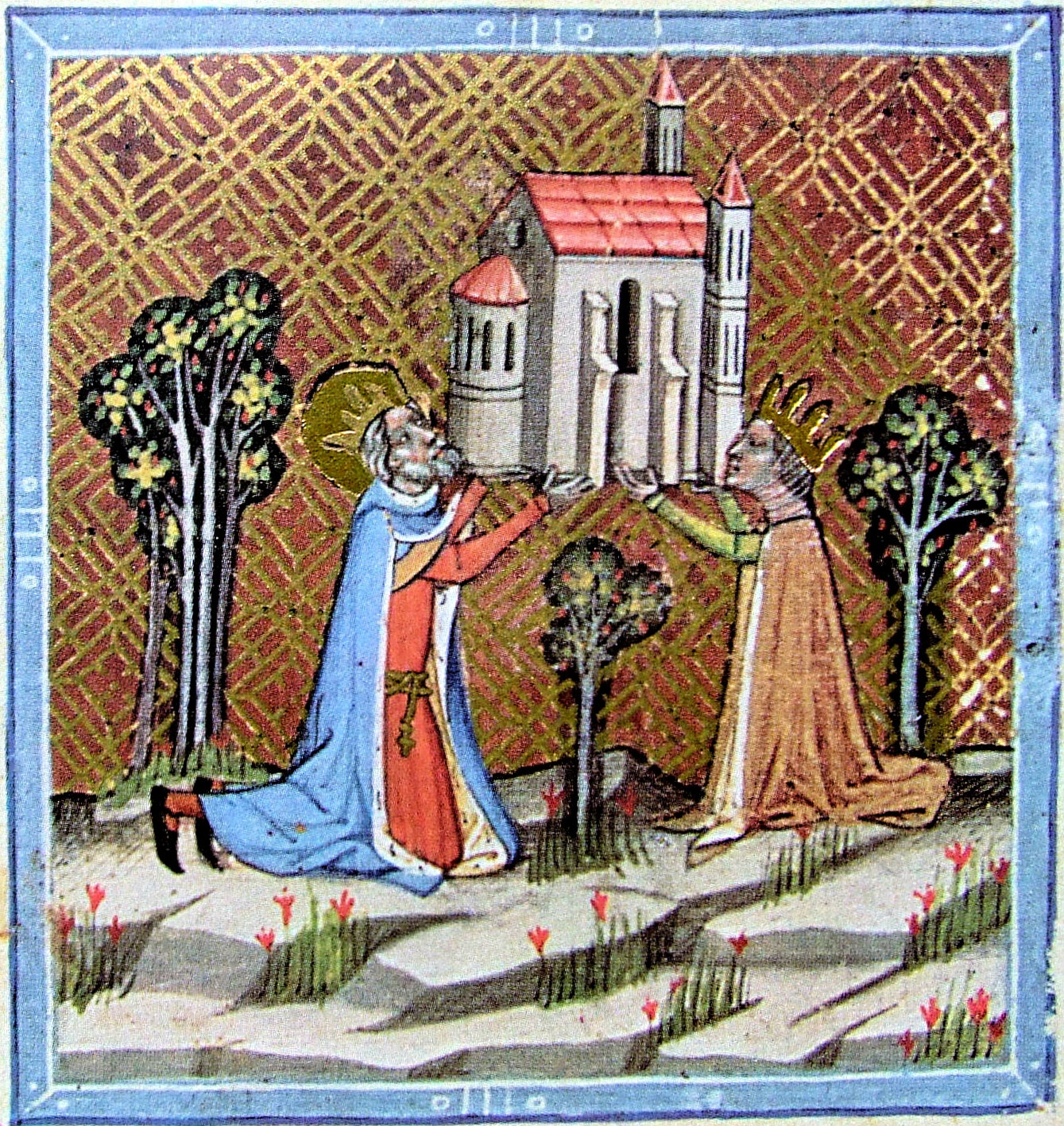
Re Stefano e sua moglie Gisella di Baviera fondano una chiesa a Óbuda. Illustrazione tratta dalla Chronica Picta

Stefano sposò Gisella, figlia del duca Enrico II il Litigioso di Baviera, nipote di Ottone I di Sassonia, imperatore del Sacro Romano Impero. La madre di Gisella era Gisella di Borgogna, appartenente alla nobile casata dei Vecchi Welfen. Nata intorno al 985, Gisella era più giovane di suo marito, al quale sopravvisse; lasciata l'Ungheria nel 1045, morì come badessa dell'Abbazia di Niedernburg a Passavia, in Baviera, intorno al 1060.
Sebbene la Chronica Picta affermi che Stefano «ebbe molti figli», sono noti soltanto i nomi di due di loro, Ottone ed Emerico. Ottone, a quanto sembra un riferimento a Ottone III, nacque forse prima del 1002, ma si spense in tenera età.
Emerico, che ricevette il nome di suo zio materno, l'imperatore Enrico II, nacque intorno al 1007. La sua Leggenda dell'inizio del XII secolo lo descrive come un principe santo che conservò la sua castità anche durante il suo matrimonio. Secondo Györffy, la moglie di Emerico vantava un legame di parentela con l'imperatore bizantino Basilio II. La sua morte prematura generò alla serie di conflitti culminata con l'accecamento di Vazul e lo scoppio di guerre civili.
(Gli Ammonimenti di Stefano a suo figlio, Emerico)
Il seguente albero genealogico presenta gli antenati di Stefano e i suoi parenti menzionati nei paragrafi precedenti.
|                      |                      |                      |                      |                      |                      |                    |                    |                    |                    |                     |                     |                     |                     |                     |                     |           |           | Gyula il Vecchio | Gyula il Vecchio | Gyula il Vecchio | Gyula il Vecchio | Gyula il Vecchio      | Gyula il Vecchio      |                       |                       |                       |                       |                     |                     |                     |                     |                     |                     | Gran principe Taksony | Gran principe Taksony | Gran principe Taksony     | Gran principe Taksony     | Gran principe Taksony     | Gran principe Taksony     |                           |                           |                    |                    | Una nobildonna "cumana"* | Una nobildonna "cumana"* | Una nobildonna "cumana"* | Una nobildonna "cumana"* | Una nobildonna "cumana"* | Una nobildonna "cumana"* |        |        |  |  |
|                      |                      |                      |                      |                      |                      |                    |                    |                    |                    |                     |                     |                     |                     |                     |                     |           |           | Gyula il Vecchio | Gyula il Vecchio | Gyula il Vecchio | Gyula il Vecchio | Gyula il Vecchio      | Gyula il Vecchio      |                       |                       |                       |                       |                     |                     |                     |                     |                     |                     | Gran principe Taksony | Gran principe Taksony | Gran principe Taksony     | Gran principe Taksony     | Gran principe Taksony     | Gran principe Taksony     |                           |                           |                    |                    | Una nobildonna "cumana"* | Una nobildonna "cumana"* | Una nobildonna "cumana"* | Una nobildonna "cumana"* | Una nobildonna "cumana"* | Una nobildonna "cumana"* |        |        |  |  |
|                      |                      |                      |                      |                      |                      |                    |                    |                    |                    |                     |                     |                     |                     |                     |                     |           |           |                  |                  |                  |                  |                       |                       |                       |                       |                       |                       |                     |                     |                     |                     |                     |                     |                       |                       |                           |                           |                           |                           |                           |                           |                    |                    |                          |                          |                          |                          |                          |                          |        |        |  |  |
|                      |                      |                      |                      |                      |                      |                    |                    |                    |                    |                     |                     |                     |                     |                     |                     |           |           |                  |                  |                  |                  |                       |                       |                       |                       |                       |                       |                     |                     |                     |                     |                     |                     |                       |                       |                           |                           |                           |                           |                           |                           |                    |                    |                          |                          |                          |                          |                          |                          |        |        |  |  |
| Enrico II di Baviera | Enrico II di Baviera | Enrico II di Baviera | Enrico II di Baviera | Enrico II di Baviera | Enrico II di Baviera |                    |                    |                    |                    | Gisella di Borgogna | Gisella di Borgogna | Gisella di Borgogna | Gisella di Borgogna | Gisella di Borgogna | Gisella di Borgogna |           |           | Gyula il Giovane | Gyula il Giovane | Gyula il Giovane | Gyula il Giovane | Gyula il Giovane      | Gyula il Giovane      |                       |                       |                       |                       | Sarolta             | Sarolta             | Sarolta             | Sarolta             | Sarolta             | Sarolta             |                       |                       |                           |                           | Gran principe Géza        | Gran principe Géza        | Gran principe Géza        | Gran principe Géza        | Gran principe Géza | Gran principe Géza |                          |                          |                          |                          |                          |                          |        |        |  |  |
| Enrico II di Baviera | Enrico II di Baviera | Enrico II di Baviera | Enrico II di Baviera | Enrico II di Baviera | Enrico II di Baviera |                    |                    |                    |                    | Gisella di Borgogna | Gisella di Borgogna | Gisella di Borgogna | Gisella di Borgogna | Gisella di Borgogna | Gisella di Borgogna |           |           | Gyula il Giovane | Gyula il Giovane | Gyula il Giovane | Gyula il Giovane | Gyula il Giovane      | Gyula il Giovane      |                       |                       |                       |                       | Sarolta             | Sarolta             | Sarolta             | Sarolta             | Sarolta             | Sarolta             |                       |                       |                           |                           | Gran principe Géza        | Gran principe Géza        | Gran principe Géza        | Gran principe Géza        | Gran principe Géza | Gran principe Géza |                          |                          |                          |                          |                          |                          |        |        |  |  |
|                      |                      |                      |                      |                      |                      |                    |                    |                    |                    |                     |                     |                     |                     |                     |                     |           |           |                  |                  |                  |                  |                       |                       |                       |                       |                       |                       |                     |                     |                     |                     |                     |                     |                       |                       |                           |                           |                           |                           |                           |                           |                    |                    |                          |                          |                          |                          |                          |                          |        |        |  |  |
|                      |                      |                      |                      |                      |                      |                    |                    |                    |                    |                     |                     |                     |                     |                     |                     |           |           |                  |                  |                  |                  |                       |                       |                       |                       |                       |                       |                     |                     |                     |                     |                     |                     |                       |                       |                           |                           |                           |                           |                           |                           |                    |                    |                          |                          |                          |                          |                          |                          |        |        |  |  |
|                      |                      |                      |                      |                      |                      |                    |                    |                    |                    | due figlie          | due figlie          | due figlie          | due figlie          | due figlie          | due figlie          |           |           | figlia           | figlia           | figlia           | figlia           | figlia                | figlia                |                       |                       |                       |                       | Doge Ottone Orseolo | Doge Ottone Orseolo | Doge Ottone Orseolo | Doge Ottone Orseolo | Doge Ottone Orseolo | Doge Ottone Orseolo |                       |                       | figlia                    | figlia                    | figlia                    | figlia                    | figlia                    | figlia                    |                    |                    | Samuele Aba***           | Samuele Aba***           | Samuele Aba***           | Samuele Aba***           | Samuele Aba***           | Samuele Aba***           |        |        |  |  |
|                      |                      |                      |                      |                      |                      |                    |                    |                    |                    | due figlie          | due figlie          | due figlie          | due figlie          | due figlie          | due figlie          |           |           | figlia           | figlia           | figlia           | figlia           | figlia                | figlia                |                       |                       |                       |                       | Doge Ottone Orseolo | Doge Ottone Orseolo | Doge Ottone Orseolo | Doge Ottone Orseolo | Doge Ottone Orseolo | Doge Ottone Orseolo |                       |                       | figlia                    | figlia                    | figlia                    | figlia                    | figlia                    | figlia                    |                    |                    | Samuele Aba***           | Samuele Aba***           | Samuele Aba***           | Samuele Aba***           | Samuele Aba***           | Samuele Aba***           |        |        |  |  |
|                      |                      |                      |                      |                      |                      |                    |                    |                    |                    |                     |                     |                     |                     |                     |                     |           |           |                  |                  |                  |                  |                       |                       |                       |                       |                       |                       |                     |                     |                     |                     |                     |                     |                       |                       |                           |                           |                           |                           |                           |                           |                    |                    |                          |                          |                          |                          |                          |                          |        |        |  |  |
|                      |                      |                      |                      | Gisella di Baviera   | Gisella di Baviera   | Gisella di Baviera | Gisella di Baviera | Gisella di Baviera | Gisella di Baviera |                     |                     |                     |                     | Stefano I           | Stefano I           | Stefano I | Stefano I | Stefano I        | Stefano I        |                  |                  |                       |                       |                       |                       |                       |                       |                     |                     |                     |                     |                     |                     |                       |                       | Una principessa bulgara** | Una principessa bulgara** | Una principessa bulgara** | Una principessa bulgara** | Una principessa bulgara** | Una principessa bulgara** |                    |                    |                          |                          | Mihály                   | Mihály                   | Mihály                   | Mihály                   | Mihály | Mihály |  |  |
|                      |                      |                      |                      | Gisella di Baviera   | Gisella di Baviera   | Gisella di Baviera | Gisella di Baviera | Gisella di Baviera | Gisella di Baviera |                     |                     |                     |                     | Stefano I           | Stefano I           | Stefano I | Stefano I | Stefano I        | Stefano I        |                  |                  |                       |                       |                       |                       |                       |                       |                     |                     |                     |                     |                     |                     |                       |                       | Una principessa bulgara** | Una principessa bulgara** | Una principessa bulgara** | Una principessa bulgara** | Una principessa bulgara** | Una principessa bulgara** |                    |                    |                          |                          | Mihály                   | Mihály                   | Mihály                   | Mihály                   | Mihály | Mihály |  |  |
|                      |                      |                      |                      |                      |                      |                    |                    |                    |                    |                     |                     |                     |                     |                     |                     |           |           |                  |                  |                  |                  | Pietro Orseolo        |                       |                       |                       |                       |                       |                     |                     |                     |                     |                     |                     |                       |                       |                           |                           |                           |                           |                           |                           |                    |                    |                          |                          |                          |                          |                          |                          |        |        |  |  |
|                      |                      |                      |                      |                      |                      |                    |                    |                    |                    |                     |                     |                     |                     |                     |                     |           |           |                  |                  |                  |                  |                       |                       |                       |                       |                       |                       |                     |                     |                     |                     |                     |                     |                       |                       |                           |                           |                           |                           | Vazul                     |                           |                    |                    |                          |                          |                          |                          |                          |                          |        |        |  |  |
|                      |                      |                      |                      |                      |                      |                    |                    |                    |                    |                     |                     |                     |                     |                     |                     |           |           |                  |                  |                  |                  |                       |                       |                       |                       |                       |                       |                     |                     |                     |                     |                     |                     |                       |                       |                           |                           |                           |                           |                           |                           |                    |                    |                          |                          |                          |                          |                          |                          |        |        |  |  |
|                      |                      |                      |                      | Ottone               | Ottone               | Ottone             | Ottone             | Ottone             | Ottone             |                     |                     |                     |                     | Emerico             | Emerico             | Emerico   | Emerico   | Emerico          | Emerico          |                  |                  | Principessa bizantina | Principessa bizantina | Principessa bizantina | Principessa bizantina | Principessa bizantina | Principessa bizantina |                     |                     |                     |                     |                     |                     |                       |                       |                           |                           |                           |                           |                           |                           |                    |                    |                          |                          |                          |                          |                          |                          |        |        |  |  |
|                      |                      |                      |                      | Ottone               | Ottone               | Ottone             | Ottone             | Ottone             | Ottone             |                     |                     |                     |                     | Emerico             | Emerico             | Emerico   | Emerico   | Emerico          | Emerico          |                  |                  | Principessa bizantina | Principessa bizantina | Principessa bizantina | Principessa bizantina | Principessa bizantina | Principessa bizantina |                     |                     |                     |                     |                     |                     |                       |                       |                           |                           |                           |                           |                           |                           |                    |                    |                          |                          |                          |                          |                          |                          |        |        |  |  |

* Una donna cazara, pecenega o bulgara del Volga.
** Györffy scrive che potrebbe essere stata un membro della dinastia bulgara dei Cometopuli.
*** Samuele Aba potrebbe essere stato il figlio della sorella di Stefano anziché suo marito.

## Influenza culturale

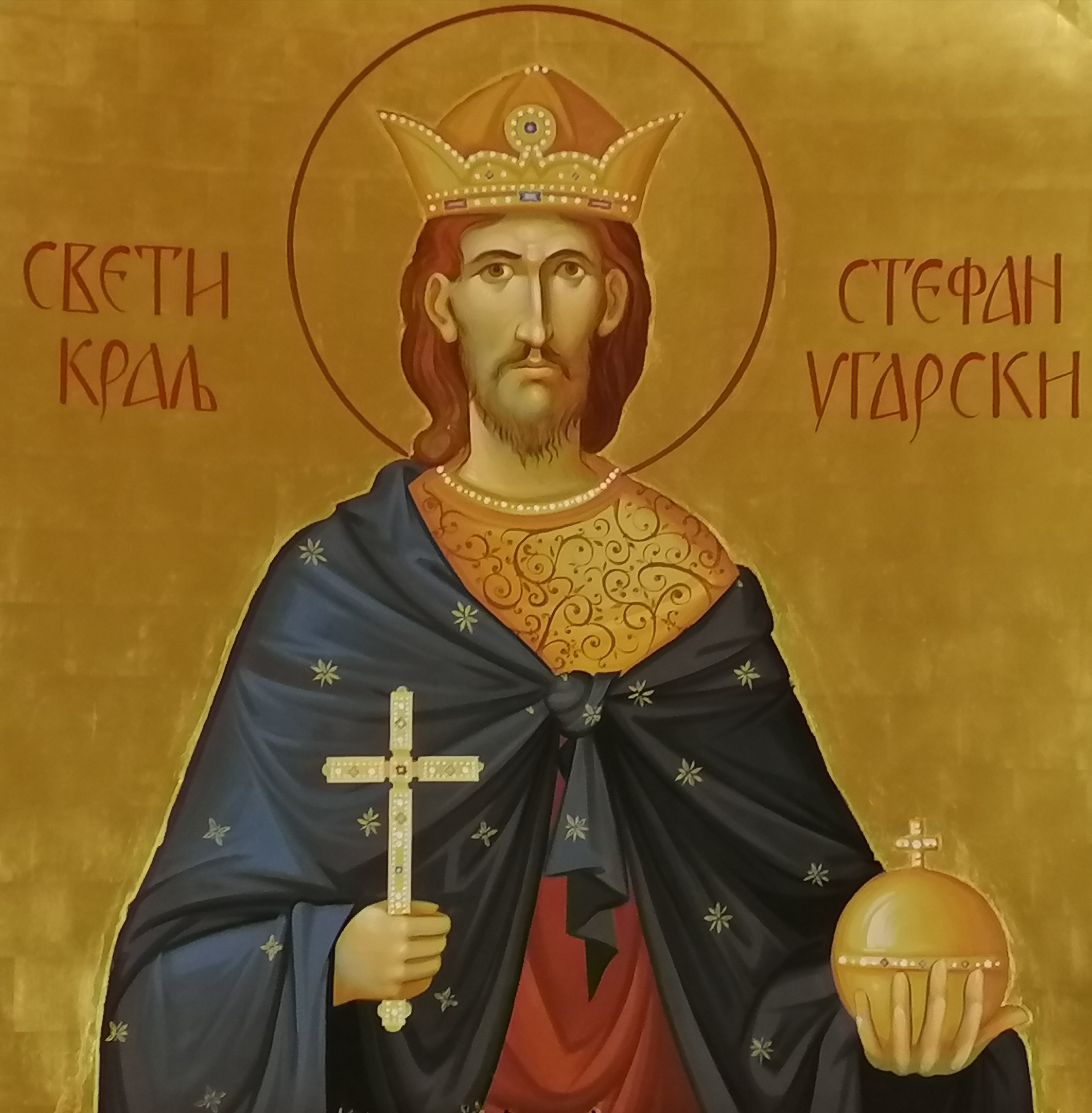
Santo Stefano ritratto nel Tempio di San Sava, a Belgrado

Il re Santo Stefano è un protagonista comune nel mondo della poesia ungherese dalla fine del XIII secolo. Le prime liriche si presentavano come inni religiosi che ritraevano il re santo alla stregua dell'apostolo dei magiari. Le opere in rima profane, in particolare le poesie scritte per la sua festività, seguivano uno schema simile al fine di rimarcare il ruolo di Stefano come primo re d'Ungheria. I letterati hanno descritto in più occasioni Stefano come il simbolo dell'identità nazionale, dell'indipendenza e della tenacia della nazione ungherese nel sopravvivere ai cataclismi storici durante il regime comunista tra il 1949 e il 1989.
Si conosce un inno popolare, ancora cantato nelle chiese, di cui si ha notizia per la prima volta alla fine del XIII secolo. In esso si indica il re Santo Stefano come «stella radiosa degli ungheresi». Ludwig van Beethoven compose la sua ouverture intitolata Re Stefano in occasione dell'inaugurazione del teatro di Pest nel 1812. Secondo il musicista James M. Keller, «gli unisoni discendenti che aprono l'ouverture di re Stefano sembrerebbero preannunciare l'apertura della Nona Sinfonia; un tema che si ascolta in seguito, introdotto da flauti e clarinetti, pare quasi essere una variazione della famosa melodia Ode alla Gioia del Finale della nona sinfonia». Nell'Ultimo sonno di Artù ad Avalon del 1881 di Edward Burne-Jones vi è una donna che tiene in mano la corona del sovrano e che ha il medesimo aspetto di quella del monarca magiaro. Il compositore ungherese Ferenc Erkel ha intitolato a lui la sua ultima opera completa risalente al 1885, István király ("Re Stefano"). Nel 1938, Zoltán Kodály scrisse un pezzo corale intitolato Ének Szent István Királyhoz ("Inno al re Stefano"). Nel 1983, Levente Szörényi e János Bródy composero un'opera rock intitolata István, a király ("Stefano, il re") dedicata ai primi anni del suo regno; diciassette anni dopo, nel 2000, Szörényi compose un seguito intitolato Veled, Uram! ("Con te, Signore").
In virtù della sua aura di eroe nazionale ungherese, una sua statua è stata posta nel colonnato della Piazza degli Eroi a Budapest.

## Ascendenza
|                                 |   |                     | Genitori  |  |  | Nonni |  |  | Bisnonni          |  |  | Trisnonni        |  |
|                                 |   |                     |           |  |  |       |  |  | Zoltán d'Ungheria |  |  | Árpád d'Ungheria |  |
|                                 |   |                     |           |  |  |       |  |  | Zoltán d'Ungheria |  |  | Árpád d'Ungheria |  |
|                                 |   | …                   |           |  |  |       |  |  | Zoltán d'Ungheria |  |  |                  |  |
| Taksony d'Ungheria              |   |                     |           |  |  |       |  |  | Zoltán d'Ungheria |  |  |                  |  |
|                                 |   | figlia di Menumorut | Menumorut |  |  |       |  |  |                   |  |  |                  |  |
|                                 |   | figlia di Menumorut | Menumorut |  |  |       |  |  |                   |  |  |                  |  |
|                                 |   | figlia di Menumorut | …         |  |  |       |  |  |                   |  |  |                  |  |
| Géza d'Ungheria                 |   | figlia di Menumorut |           |  |  |       |  |  |                   |  |  |                  |  |
|                                 |   | …                   | …         |  |  |       |  |  |                   |  |  |                  |  |
|                                 |   | …                   | …         |  |  |       |  |  |                   |  |  |                  |  |
|                                 |   | …                   | …         |  |  |       |  |  |                   |  |  |                  |  |
| una nobildonna cumana           |   | …                   |           |  |  |       |  |  |                   |  |  |                  |  |
|                                 |   | …                   | …         |  |  |       |  |  |                   |  |  |                  |  |
|                                 |   | …                   | …         |  |  |       |  |  |                   |  |  |                  |  |
|                                 |   | …                   | …         |  |  |       |  |  |                   |  |  |                  |  |
| Stefano I d'Ungheria            |   | …                   |           |  |  |       |  |  |                   |  |  |                  |  |
|                                 | … | …                   |           |  |  |       |  |  |                   |  |  |                  |  |
|                                 | … | …                   |           |  |  |       |  |  |                   |  |  |                  |  |
|                                 | … | …                   |           |  |  |       |  |  |                   |  |  |                  |  |
| Gyula, principe di Transilvania | … |                     |           |  |  |       |  |  |                   |  |  |                  |  |
|                                 |   | …                   | …         |  |  |       |  |  |                   |  |  |                  |  |
|                                 |   | …                   | …         |  |  |       |  |  |                   |  |  |                  |  |
|                                 |   | …                   | …         |  |  |       |  |  |                   |  |  |                  |  |
| Sarolta d'Ungheria              |   | …                   |           |  |  |       |  |  |                   |  |  |                  |  |
|                                 |   | …                   | …         |  |  |       |  |  |                   |  |  |                  |  |
|                                 |   | …                   | …         |  |  |       |  |  |                   |  |  |                  |  |
|                                 |   | …                   | …         |  |  |       |  |  |                   |  |  |                  |  |
| …                               |   | …                   |           |  |  |       |  |  |                   |  |  |                  |  |
|                                 |   | …                   | …         |  |  |       |  |  |                   |  |  |                  |  |
|                                 |   | …                   | …         |  |  |       |  |  |                   |  |  |                  |  |
|                                 |   | …                   | …         |  |  |       |  |  |                   |  |  |                  |  |
|                                 |   | …                   |           |  |  |       |  |  |                   |  |  |                  |  |

### Esplicative
1. ↑  Tale teoria, dopo aver goduto di una certa fama durante i primi decenni del Novecento in un periodo in cui il panturchismo e il turanismo attiravano notevoli consensi, così come durante il regime socialista, è stata notevolmente ridimensionata dagli studi più recenti. La ricostruzione è ritenuta superata in quanto riflettente la cultura del periodo storico in cui László scrisse (relativamente ai contatti tra Magiari e Turchi si vedano per completezza le voci sul panturchismo, su Ármin Vámbéry e sui più antichi principi ungari).

### Bibliografiche
1. ↑   Michéle K. Spike, Scritto nella pietra: le "cento chiese", programma gregoriano di Matilda di Canossa, in Centro studi matildici San Benedetto Po - Atti del Convegno Internazionale 9-10 novembre 2012, Bologna, 2014,  p. 13.
2. 1 2 3  Györffy (1994), p. 64.
3. 1 2 3 4 5 6 7 8  Kristó (2001), p. 15.
4. ↑  Vita di re Stefano d'Ungheria, cap. 5, p. 381.
5. 1 2 3  (EN) Stephen I, su Encyclopædia Britannica, 2008. URL consultato il 4 marzo 2022.
6. ↑  Kontler (1999), p. 51.
7. 1 2  Berend et al. (2007), p. 331.
8. 1 2  Bakay (1999), p. 547.
9. 1 2  Györffy (1994), p. 44.
10. ↑  Sălăgean (2005), p. 147.
11. ↑  Sinossi della storia, cap. 11.5, p. 231.
12. ↑  Engel (2001), p. 24.
13. ↑  Kristó e Makk (1996), p. 28.
14. ↑  Györffy (1994), p. 46.
15. 1 2 3 4  Engel (2001), p. 27.
16. 1 2 3 4 5  Györffy (1994), p. 78.
17. ↑  (HU) citazione Gyula László, Árpád népe [Il popolo di Arpad], Budapest, Helikon, 2005,  p. 38.
«La classe dominante e la cavalleria armata del popolo di Arpad erano presumibilmente turche, mentre i nomi delle località d'insediamento erano in gran parte ungheresi»
18. 1 2  Berend et al. (2007), p. 329.
19. 1 2 3 4  Kristó (2001), p. 16.
20. 1 2  Vita di re Stefano d'Ungheria, cap. 4, p. 381.
21. ↑  Györffy (2000), p. 132.
22. ↑  Györffy (1994), pp. 79-80.
23. 1 2 3 4 5  Kristó (2001), p. 17.
24. 1 2  Steinhübel (2011), p. 19.
25. ↑  Lukačka (2011), p. 31.
26. ↑  Kristó (2001), pp. 16-17.
27. 1 2 3 4  Molnár (2001), p. 20.
28. 1 2  Györffy (1994), p. 81.
29. 1 2 3  Kristó (2001), p. 18.
30. 1 2 3  Lukačka (2011), p. 33.
31. 1 2 3  Györffy (1994), p. 83.
32. 1 2 3   Gyula Kristó, La sconfitta di Koppány, su Re Santo Stefano, Magyar Elektronikus Könyvtár, 2001. URL consultato il 4 marzo 2022.
33. ↑  Kontler (1999), pp. 52-53.
34. ↑  Engel (2001), p. 30.
35. ↑  Kristó (2001), pp. 18-19.
36. 1 2 3  Cartledge (2011), p. 11.
37. 1 2 3 4 5  Kristó (2001), p. 19.
38. ↑  Györffy (1994), pp. 83-84.
39. 1 2  Györffy (1994), p. 84.
40. ↑  Chronica Picta, cap. 39.64, p. 105.
41. ↑  Györffy (1994), pp. 63, 83.
42. ↑  Engel (2001), p. 39.
43. ↑  Györffy (1994), p. 63.
44. ↑  Gesta Hunnorum et Hungarorum, cap. 78, p. 163.
45. ↑  Lukačka (2011), pp. 32-33.
46. 1 2  Kontler (1999), p. 53.
47. ↑  Györffy (1994), p. 85.
48. ↑  Györffy (1994), pp. 85-86.
49. 1 2  Berend et al. (2007), p. 351.
50. 1 2  Thoroczkay (2001), p. 52.
51. 1 2 3  Cronaca di Tietmaro di Merseburgo, cap. 29, p. 193.
52. ↑  Thoroczkay (2001), pp. 52-54.
53. ↑  Kristó (2001), p. 20.
54. ↑  Kristó (2001), p. 21.
55. 1 2 3 4  Engel (2001), p. 28.
56. 1 2 3 4 5 6 7  
Berend et al. (2007), p. 343.
57. 1 2  Kristó (2001), p. 22.
58. 1 2 3  Györffy (1994), p. 96.
59. ↑   Storia di Gregorio 9. e dei suoi tempi del prof. D. Pietro Balan, vol. 1, Tipografia del commerio, 1872,  p. 192.
60. 1 2 3 4 5  Makk (2001), p. 45.
61. ↑  Leggi di re Stefano I, Stefano I: prefazione, p. 1.
62. ↑  Kristó (2001), pp. 22-23.
63. 1 2  
Györffy (1994), p. 98.
64. 1 2 3  Györffy (1994), p. 97.
65. ↑  Makk (2001), p. 41.
66. ↑  (LA) Gerberto d'Aurillac, Opera, Parigi, A. Olleris, 1867,  p. 298.
«Nostrum, nostrum est Romanum imperium; dant vires ferax frugum Italia, ferax militum Gallia et Germania, nec Scythae nobis desunt fortissimo regna. Noster es, Caesar, Romanorum imperator et Auguste, qui summo Graecorum sanguine ortus, Graecos imperio superas, Romanis haereditario jure imperas, utrosque ingenio eloquentia praevenis»
67. 1 2 3 4  Kristó (2001), p. 23.
68. 1 2  Thoroczkay (2001), p. 54.
69. ↑  Thoroczkay (2001), p. 53.
70. 1 2  Kontler (1999), p. 54.
71. 1 2 3 4  Thoroczkay (2001), p. 58.
72. ↑  Berend et al. (2007), p. 336.
73. ↑  Thoroczkay (2001), pp. 55-57.
74. ↑  Cartledge (2011), p. 14.
75. ↑  Berend et al. (2007), pp. 331, 333.
76. ↑  Berend et al. (2007), pp. 333-334.
77. 1 2 3  Györffy (1994), p. 135.
78. ↑  Cartledge (2011), p. 15.
79. ↑  Leggi di re Stefano I, Stefano I:12, p. 4.
80. ↑  Chronica Picta, cap. 40.65, p. 105.
81. 1 2 3 4 5 6  Kristó (2001), p. 24.
82. ↑  Sălăgean (2005), pp. 150-151.
83. 1 2 3  Curta (2001), p. 145.
84. 1 2  Curta (2001), p. 146.
85. ↑   Tietmaro di Merseburgo, Libro VIII, 4, in Piero Bugiani (a cura di), Chronicon. L'anno mille e l'impero degli Ottoni, collana Bifröst, traduzione di Piero Bugiani, Viterbo, Vocifuoriscena, 2020,  pp. 654-655, ISBN 978-88-99959-29-6.
86. ↑  Gesta principum Polonorum, cap. 6, pp. 31-33.
87. 1 2 3 4  Györffy (1994), p. 142.
88. 1 2  Steinhübel (2011), pp. 19-21.
89. ↑  Györffy (1994), pp. 107-108, 142.
90. ↑  Chronica Picta, cap. 41.66, p. 105.
91. 1 2  Lenkey (2003), p. 37.
92. ↑  Györffy (1994), p. 91.
93. ↑  Vita dei cinque fratelli di Bruno di Querfurt, cap. 10, p. 245.
94. ↑  Lenkey (2003), pp. 38-39.
95. ↑  Györffy (1994), p. 187.
96. 1 2  Thoroczkay (2001), p. 60.
97. ↑  Lenkey (2003), p. 39.
98. ↑  Thoroczkay (2001), pp. 60-61.
99. ↑  Györffy (1994), p. 108.
100. ↑  Engel (2001), p. 22.
101. ↑  Engel (2001), p. 29.
102. ↑  Thoroczkay (2001), p. 61.
103. ↑  Kristó e Makk (1996), p. 63.
104. 1 2  Engel (2001), pp. 40, 85.
105. 1 2  Engel (2001), pp. 40-41.
106. 1 2 3  Györffy (1994), p. 119.
107. ↑  Engel (2001), p. 41.
108. ↑  Györffy (1994), p. 140.
109. ↑  Györffy (1994), p. 133.
110. ↑  Györffy (1994), p. 144.
111. 1 2  Kristó (2003), p. 71.
112. ↑  Lenkey (2003), p. 88.
113. 1 2  Makk (1993), pp. 48-49.
114. 1 2 3  Györffy (1994), p. 143.
115. ↑  Györffy (1994), pp. 145-146.
116. 1 2 3 4  Györffy (1994), p. 146.
117. 1 2  Kristó (2003), p. 72.
118. 1 2 3  Butler et al. (1998), p. 159.
119. ↑  Györffy (1994), pp. 146, 151.
120. ↑  Engel (2001), p. 43.
121. 1 2 3 4 5 6  Cartledge (2011), p. 16.
122. ↑  Györffy (1994), pp. 147, 151.
123. 1 2 3  Györffy (1994), p. 148.
124. 1 2  Györffy (1994), p. 147.
125. ↑  Györffy (1994), p. 150.
126. ↑  Historiarum libri quinque, cap. 3.1.2, p. 97.
127. 1 2 3  Kristó (2001), p. 28.
128. ↑  Györffy (1994), p. 160.
129. ↑  Berend et al. (2007), p. 352.
130. ↑  Györffy (1994), p. 110.
131. 1 2  Curta (2001), p. 40.
132. ↑  Györffy (1994), p. 101.
133. 1 2  Curta (2001), p. 142.
134. ↑  Thoroczkay (2001), p. 62.
135. ↑  Wolfram (2006), pp. 40, 187.
136. 1 2  Lenkey (2003), p. 90.
137. ↑  Wolfram (2006), p. 187.
138. 1 2  Wolfram (2006), pp. 197-198.
139. 1 2  Györffy (1994), p. 149.
140. ↑  Kristó (2003), p. 74.
141. 1 2  Wolfram (2006), p. 231.
142. ↑  Kristó (2003), pp. 74-75.
143. ↑  Györffy (1994), pp. 149-150.
144. ↑  Gesta Chonradi II imperatoris, cap. 26, pp. 85-86.
145. ↑  Vita di re Stefano d'Ungheria, cap. 19, p. 390.
146. 1 2  Kristó e Makk (1996), p. 48.
147. 1 2  Chronica Picta, cap. 45.69, p. 107.
148. 1 2 3 4  Kristó (2001), p. 32.
149. ↑  Györffy (1994), p. 169.
150. ↑  Kontler (1999), pp. 58-59.
151. 1 2 3  Györffy (1994), p. 170.
152. ↑  Leggi di re Stefano I, (Stefano II:19), p. 11.
153. ↑  Györffy (1994), pp. 135-136.
154. ↑  Györffy (1994), p. 136.
155. ↑  Guiley (2001), p. 136.
156. ↑  Engel (2001), pp. 29-32.
157. ↑  Molnár (2001), pp. 25-27.
158. 1 2  Kristó e Makk (1996), p. 51.
159. ↑  Cartledge (2011), p. 17.
160. 1 2  Tessore (2001a), p. 73.
161. ↑  Tessore (2001a), p. 75.
162. 1 2  Lenkey (2003), p. 106.
163. ↑  Chronica Picta, cap. 60.86, p. 113.
164. ↑  Tringli (2001), p. 129.
165. ↑  Tringli (2001), p. 139.
166. ↑  Györffy (1994), pp. 166-167.
167. ↑  Györffy (1994), p. 166.
168. 1 2 3  Györffy (1994), p. 167.
169. ↑  Tessore (2001b), pp. 46-47.
170. ↑   La civiltà cattolica: pubblicazione periodica per tutta l'Italia, 2113-2118, Uffizio della civilta cattolica, 1938,  p. 148.
171. ↑  (EN) Central Europe Review, Crown Fever, su ce-review.org, 11 maggio 2015. URL consultato il 13 marzo 2022 (archiviato dall'url originale l'11 maggio 2015).
172. 1 2 3 4   Dino Messina, La sacra corona d’Ungheria, simbolo monarchico della repubblica, su Corriere della Sera, 3 settembre 2021. URL consultato il 13 marzo 2021.
173. ↑  Magyar (1996), p. 24.
174. 1 2 3 4 5 6   István Diós, Re Santo Stefano, su zsek.hu, Vite dei santi, Szent István Társulat. URL consultato l'11 marzo 2022.
175. ↑  Klaniczay (2002), p. 127.
176. ↑  Klaniczay (2002), p. 129.
177. ↑  Engel (2001), pp. 32-33.
178. 1 2 3  Kristó (2001), p. 35.
179. ↑  Klaniczay (2002), p. 125.
180. ↑  Vita di re Stefano d'Ungheria, cap. 24, p. 393.
181. 1 2 3 4  Klaniczay (2002), p. 124.
182. 1 2 3  Engel (2001), p. 33.
183. ↑  Vita di re Stefano d'Ungheria, cap. 24, pp. 393-394.
184. 1 2 3 4  Berend (2001), p. 375.
185. ↑  Györffy (1994), p. 90.
186. ↑  Klaniczay (2002), p. 136.
187. ↑  Klaniczay (2002), p. 134.
188. ↑  Klaniczay (2002), p. 16.
189. 1 2  Butler et al. (1998), p. 160.
190. ↑   Calendarium Romanum, Libreria Editrice Vaticana, 1969,  pp. 98, 100, 135, 137.
191. ↑  Guiley (2001), p. 314.
192. ↑  (HU) Tamás Papp, Az ortodox egyház is szentként tiszteli: Országalapító királyunk és a keleti hagyományok kapcsolatáról [Ora venerato anche dalla Chiesa ortodossa: i legami tra il re che ha fondato il nostro Stato e le tradizioni orientali], in Új Ember, vol. 34-35, LXI, Budapest, 21 agosto 2005, ISSN 1418-1657 (WC · ACNP). URL consultato l'11 marzo 2022 (archiviato dall'url originale il 29 aprile 2014).
193. 1 2  Csorba (2004), p. 7.
194. 1 2  Klaniczay (2002), p. 146.
195. ↑  Artvico, Vita di Re Stefano d'Ungheria (cap. 27.), p. 396.
196. 1 2 3 4   La storia della Santa Destra, su magyarkurir.hu, 20 agosto 2020. URL consultato l'11 marzo 2022.
197. ↑  Engel (2001), p. 26.
198. 1 2  Veszprémy (1994), p. 236.
199. ↑  Veszprémy (1994), pp. 236-237.
200. ↑  Chronica Picta, cap. 38.63, p. 104.
201. 1 2 3  Györffy (1994), p. 168.
202. ↑  Kristó e Makk (1996), pp. 17, appendici 1-2.
203. 1 2 3 4 5 6   Béla Pomogáts, St. Stephen in Hungarian poetry, in Kisebbségkutatás / Minorities' research, vol. 9, n. 3, Budapest, 2000. URL consultato l'11 marzo 2022 (archiviato dall'url originale il 3 ottobre 2014).
204. 1 2  (EN) James M. Keller, Beethoven: Overture to King Stephen, Opus 117, su sfsymphony.org, San Francisco Symphony, 2013. URL consultato l'11 marzo 2022 (archiviato dall'url originale il 21 gennaio 2014).
205. ↑  (EN) The Last Sleep of Arthur in Avalon, su allart.biz. URL consultato l'11 marzo 2022 (archiviato dall'url originale il 9 dicembre 2021).
206. ↑   Gábor Bóka, Re Stefano – dagli spartiti all'opera, su operavilag.net, Opera-Világ, 13 agosto 2013. URL consultato l'11 marzo 2022.
207. ↑  (HU) János Breuer, Kodály-kalauz, Zeneműkiadó, 1982,  pp. 293, 318, ISBN 978-0-328-47359-5.
208. ↑  (HU) István, a király (1983), su jbsz.hu. URL consultato l'11 marzo 2022.
209. ↑   Veled, Uram!, su discogs.com. URL consultato l'11 marzo 2022.

### Fonti primarie
- (EN) Artvico, Life of King Stephen of Hungary, in Medieval Hagiography: An Anthology, traduzione di Nora Berend, Routledge, 2001, ISBN 0-415-93753-1.
- (EN) Giovanni Scilitze, A Synopsis of Byzantine History, 811-1057, traduzione di John Wortley, Cambridge University Press, 2010, ISBN 978-0-521-76705-7.
- Bruno di Querfurt, Vita dei cinque fratelli e Lettera a re Enrico, a cura di Bernardo Ignesti, 1ª ed., Edizioni Camaldoli, 1951.
- Tietmaro di Merseburgo, Cronaca, traduzione di Matteo Taddei, Pisa University Press, 2018, ISBN 978-88-33-39085-7.
- (EN) John France, Neithard Bulst e Paul Reynolds, Rodulfus Glaber: The Five Books of the Histories, in collana Oxford Medieval Texts, Oxford University Press, 2002, ISBN 0-19-822241-6.
- Anonimo notaio di re Béla, Gesta Hungarorum, traduzione di Martyn Rady e László Veszprémy, CEU Press, 2010, ISBN 978-963-9776-95-1.
- Simone di Kéza, Gesta Hunnorum et Hungarorum, traduzione di László Veszprémy e Frank Schaer, CEU Press, 1999, ISBN 963-9116-31-9.
- (EN) The Deeds of Conrad II (Wipo), in Imperial Lives & Letters of the Eleventh Century, traduzione di Theodor E. Mommsen e Karl F. Morrison, Columbia University Press, 2000,  pp. 52-100, ISBN 978-0-231-12121-7.
- (EN) Gallo Anonimo, The Deeds of the Princes of the Poles, traduzione di Paul W. Knoll e Frank Schaer, Central European University Press, 2003, ISBN 963-9241-40-7.
- Dezső Dercsényi, Leslie S. Domonkos (a cura di), Chronica Picta, Corvina, Taplinger Publishing, 1970, ISBN 0-8008-4015-1.
- (EN) The Laws of King Stephen I (1000-1038), in The Laws of the Medieval Kingdom of Hungary, 1000-1301, traduzione di János M. Bak, György Bónis, James Ross Sweeney, 2ª ed., Charles Schlacks, Jr. Publishers, 1999,  pp. 1-11, ISBN 1-884445-29-2.
- Dag Tessore (a cura di), Esortazioni al figlio. Leggi e decreti, Città Nuova, 2001, ISBN 978-88-31-11426-4.

### Fonti secondarie
- (EN) Kornél Bakay, Hungary, in The New Cambridge Medieval History, Volume III: c. 900–c.1024, Cambridge University Press,  pp. 536-552, ISBN 978-0-521-36447-8.
- (EN) Nora Berend, József Laszlovszky e Béla Zsolt Szakács, The Kingdom of Hungary, in Christianization and the Rise of Christian Monarchy: Scandinavia, Central Europe and Rus' c.900-1200, 1ª ed., Cambridge, Cambridge University Press, 2007,  pp. 319-368, ISBN 978-11-39-46836-7.
- (EN) Nora Berend, Introduction to Hartvic, Life of King Stephen of Hungary, in Medieval Hagiography: An Anthology, Routledge,  pp. 375-377, ISBN 978-0-415-93753-5.
- (EN) Alban Butler, John Cumming e Paul Burns, Butler's Lives of the Saints, Burns & Oates, 1998, ISBN 978-0-86012-257-9.
- (EN) Bryan Cartledge, The Will to Survive: A History of Hungary, C. Hurst & Co, 2011, ISBN 978-1-84904-112-6.
- (EN) Florin Curta, Transylvania around A.D 1000, in Europe around the Year 1000, Wydawn, 2001,  pp. 141-165, ISBN 83-7181-211-6.
- (HU) Csaba Csorba, Szentjobb vára [Castello di Szentjobb], A Hajdú-Bihar Megyei Önkormányzat Hajdú-Bihar Megyei Múzeumok Igazgatósága, 2004, ISBN 978-963-7194-15-3.
- (EN) Pál Engel, The Realm of St Stephen: A History of Medieval Hungary, 895-1526, I.B. Tauris Publishers, 2001, ISBN 1-86064-061-3.
- (EN) Rosemary Ellen Guiley, The Encyclopedia of Saints, Infobase Publishing, 2001, ISBN 978-1-4381-3026-2.
- (HU) György Györffy, István király és műve [Re Stefano e il suo operato], Balassi Kiadó, 2000.
- (EN) György Györffy, King Saint Stephen of Hungary, Atlantic Research and Publications, 1994, ISBN 978-0-88033-300-9.
- (EN) Gábor Klaniczay, Holy Rulers and Blessed Princes: Dynastic Cults in Medieval Central Europe, Cambridge University Press, ISBN 0-521-42018-0.
- (EN) László Kontler, Millennium in Central Europe: A History of Hungary, Atlantisz Publishing House, 1999, ISBN 963-9165-37-9.
- (HU) Gyula Kristó e Ferenc Makk, Az Árpád-ház uralkodói [Sovrani della casata degli Arpadi], I.P.C. Könyvek, 1996, ISBN 963-7930-97-3.
- (EN) Gyula Kristó, The Life of King Stephen the Saint, in Saint Stephen and His Country: A Newborn Kingdom in Central Europe - Hungary, Lucidus Kiadó, 2001,  pp. 15-36, ISBN 978-963-86163-9-5.
- (HU) Gyula Kristó, Háborúk és hadviselés az Árpádok korában [Guerre e Tattiche sotto gli Arpadi], Szukits Könyvkiadó, 2003, ISBN 978-963-9441-87-3.
- (HU) Zoltán Lenkey, Szent István [Santo Stefano], in Szent István és III. András [Santo Stefano e Andrea III], Kossuth Kiadó, 2003,  pp. 5-118, ISBN 978-963-09-4461-8.
- Ján Lukačka, The beginnings of the nobility in Slovakia, in Slovakia in History, Cambridge University Press, 2011,  pp. 30-37, ISBN 978-0-521-80253-6.
- (HU) Zoltán Magyar, Szent István a magyar kultúrtörténetben [Santo Stefano nella Storia delle Arti Ungheresi], Helikon Kiadó, 1996, ISBN 978-963-208-401-5.
- (EN) Ferenc Makk, On the Foreign Policy of Saint Stephen, in Saint Stephen and His Country: A Newborn Kingdom in Central Europe - Hungary, Lucidus Kiadó, 2001,  pp. 37-48, ISBN 978-963-86163-9-5.
- (HU) Ferenc Makk, Magyar külpolitika (896-1196) [La politica estera ungherese (896-1196)], Szegedi Középkorász Műhely, 1993, ISBN 978-963-04-2913-9.
- (EN) Miklós Molnár, A Concise History of Hungary, Cambridge University Press, 2001, ISBN 978-0-521-66736-4.
- (EN) Tudor Sălăgean, Romanian Society in the Early Middle Ages (9th-14th Centuries AD), in History of Romania: Compendium, Romanian Cultural Institute (Center for Transylvanian Studies), 2005,  pp. 133-207, ISBN 978-973-7784-12-4.
- (EN) Ján Steinhübel, The Duchy of Nitra, in Slovakia in History, Cambridge University Press, 2011,  pp. 15-29, ISBN 978-0-521-80253-6.
- Dag Tessore, Il re santo dal pugno di ferro, in Medioevo, vol. 59, n. 12, dicembre 2001.
- (EN) Gábor Thoroczkay, The Dioceses and Bishops of Saint Stephen, in Saint Stephen and His Country: A Newborn Kingdom in Central Europe - Hungary, Lucidus Kiadó,  pp. 49-68, ISBN 978-963-86163-9-5.
- (EN) István Tringli, The Liberty of the Holy King: Saint Stephen and the Holy Kings in the Hungarian Legal Heritaga, in Saint Stephen and His Country: A Newborn Kingdom in Central Europe - Hungary, Lucidus Kiadó, 2001,  pp. 127-179, ISBN 978-963-86163-9-5.
- (HU) László Veszprémy, Gizella, in Korai magyar történeti lexikon (9-14. század) [Enciclopedia dell'Antica Storia Ungherese (IX-XIX secolo)], Akadémiai Kiadó, 1994,  pp. 236-237, ISBN 978-963-05-6722-0.
- (EN) Herwig Wolfram, Conrad II, 990-1039: Emperor of Three Kingdoms, The Pennsylvania State University Press, 2006, ISBN 978-0-271-02738-8.